# Benet XV
El papa Benet XV (llatí: Benedictus XV; italià: Benedetto XV; nascut Giacomo Paolo Giovanni Battista della Chiesa; 21 de novembre de 1854 - 22 de gener de 1922), va ser cap de l'Església Catòlica des de 1914 fins a la seva mort el 1922. El seu pontificat es va veure en gran part eclipsat per la Primera Guerra Mundial i les seves conseqüències polítiques, socials i humanitàries a Europa.
Entre 1846 i 1903, l'Església catòlica havia viscut fins a aquell moment dos dels seus pontificats més llargs de la història. Conjuntament, Pius IX i Lleó XIII havien governat durant un total de 57 anys. El 1914, el Col·legi de Cardenals va escollir la Chiesa a l'edat relativament jove de 59 anys en esclatar la Primera Guerra Mundial, que va titllar de "el suïcidi de l'Europa civilitzada". La guerra i les seves conseqüències van ser el focus principal de Benet XV. Immediatament va declarar la neutralitat de la Santa Seu i va intentar des d'aquesta perspectiva mitjançar la pau el 1916 i el 1917. Ambdues parts van rebutjar les seves iniciatives. Els protestants alemanys van rebutjar qualsevol "pau papal" com a insultant. El polític francès Georges Clemenceau va considerar que la iniciativa del Vaticà era anti-francesa. Després d'haver fracassat amb les iniciatives diplomàtiques, Benet XV es va centrar en els esforços humanitaris per disminuir els impactes de la guerra, com l'assistència a presoners de guerra, l'intercanvi de soldats ferits i el lliurament de menjar a les poblacions necessitades a Europa. Després de la guerra, va reparar les difícils relacions amb França, que va restablir les relacions amb el Vaticà l'any 1921. Durant el seu pontificat, les relacions amb Itàlia també van millorar, ja que Benet XV va permetre que els polítics catòlics dirigits per don Luigi Sturzo participin en la política nacional italiana.
L'any 1917, Benet XV va promulgar el Codi de Dret Canònic, que va ser publicat el 27 de maig, la creació del qual havia preparat amb Eugenio Pacelli i Pietro Gasparri durant el pontificat del papa Pius X. Es considera que el nou Codi de Dret Canònic ha estimulat la vida i les activitats religioses a tota l'Església. Va nomenar Gasparri per ser el seu cardenal secretari d'Estat i va consagrar personalment el nunci Pacelli el 13 de maig de 1917 com a arquebisbe. La Primera Guerra Mundial va causar grans danys a les missions catòliques arreu del món. Benet XV va revitalitzar aquestes activitats, demanant a Maximum illud la participació dels catòlics de tot el món. Per això, se l'ha anomenat el "Papa de les Missions". La seva última preocupació va ser la persecució emergent de l'Església catòlica a la Rússia soviètica i la fam que hi havia després de la revolució. Benet XV era devot de la Mare de Déu i va autoritzar la festa de Maria, Mitjancera de totes les gràcies.
Després de set anys al càrrec, el papa Benet XV va morir el 22 de gener de 1922 després de lluitar contra una pneumònia des de principis d'aquell mes. Va ser enterrat a les grutes de la basílica de Sant Pere. Amb les seves habilitats diplomàtiques i la seva obertura cap a la societat moderna, "va guanyar respecte per si mateix i pel papat."

## Biografia

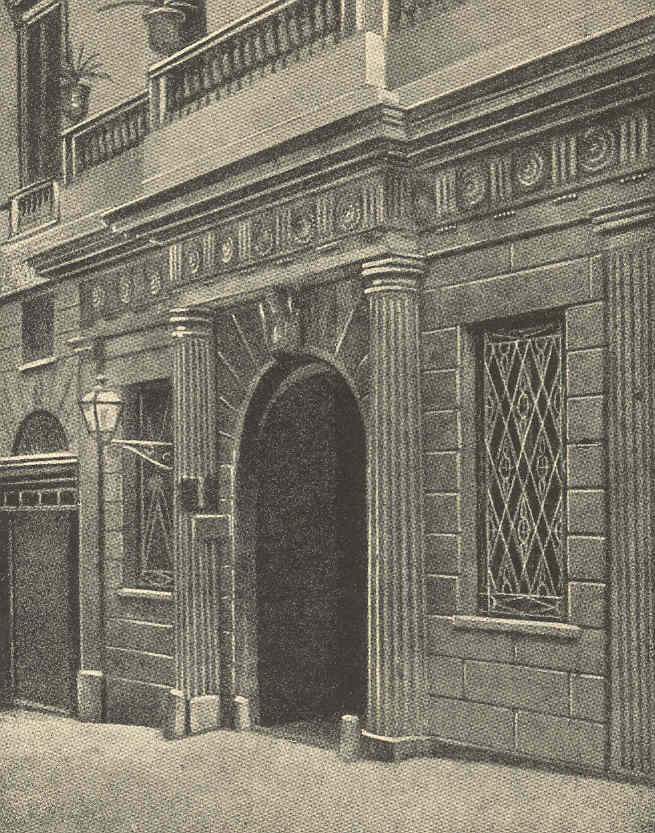
El lloc de naixement de Giacomo della Chiesa a Pegli

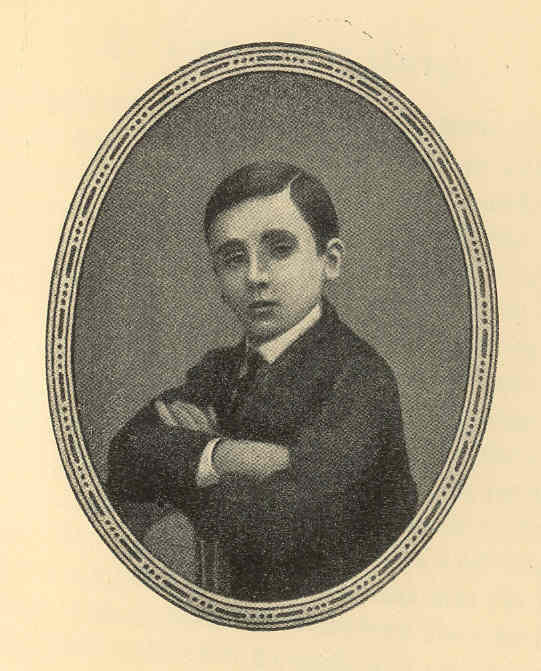
Giacomo l'any 1866 amb dotze anys

Giacomo della Chiesa va néixer prematurament a Pegli (actualment, un barri de Gènova, que aleshores pertanyia Regne de Sardenya-Piemont), tercer fill i sisè fill del marquès Giuseppe della Chiesa (1821–1892) (una nissaga patrícia amb arrels a Gènova fins al segle xvi.) i de la seva dona, la marquesa Giovanna Filippa Vittoria Maria Migliorati (1827–1904). Les troballes de la genealogia informen que pel costat familiar del seu pare estava el papa Calixt II i també va afirmar ser descendent de Berenguer II d'Itàlia, mentre que entre els parents materns estava el papa Innocenci VII. . També era descendent del beat Antonio della Chiesa. La seva germana, Giulia della Chiesa (1850 - ?) es va casar el 1876 amb Faustino Persico. El seu germà, Giovanni Antonio della Chiesa (1853-1920), es va casar amb Eugenia Jacobini (1863-1918), la neboda del cardenal Angelo Jacobini, i va tenir descendència. A causa del seu naixement prematur, Giacomo es va quedar coix i va completar gran part de la seva educació primerenca a casa. El seu altre germà Giovanni Antonio era un almirall de la marina italiana .
El seu desig de convertir-se en sacerdot va ser rebutjat aviat pel seu pare, que va insistir en una carrera legal per al seu fill. Als 21 anys es va doctorar en Dret el 2 d'agost de 1875. Havia assistit a la Universitat de Gènova, que després de la unificació d'Itàlia va estar en gran part dominada per la política anticatòlica i anticlerical. Llicenciat en Dret i major d'edat, va tornar a demanar permís al seu pare per estudiar el sacerdoci, que ara li va ser concedit a contracor. Va insistir, però, que el seu fill fes els seus estudis teològics a Roma, no a Gènova , perquè no acabés com a capellà de poble o monsenyor provincial. Va ingressar al seminari. i era molt actiu en l'Acció Catòlica.
Della Chiesa va ingressar a l'Almo Collegio Capranica i es trobava a Roma quan, el 1878, va morir el papa Pius IX i va ser succeït pel papa Lleó XIII. El nou papa va rebre els estudiants de la Capranica en audiència privada només uns dies després de la seva coronació. Poc després, della Chiesa va ser ordenat sacerdot pel cardenal Raffaele Monaco La Valletta el 21 de desembre de 1878 a la basílica del Laterà.
Des del 1878 fins al 1883, mentre es doctorava en teologia (1879) i en dret canònic (1880) per la Pontifícia Universitat Gregoriana, va estudiar diplomàcia a la Pontifícia Acadèmia Eclesiàstica de Roma. Allà era, cada dijous, on els estudiants havien de defensar un treball de recerca, al qual estaven convidats cardenals i alts membres de la cúria romana. Mariano Rampolla, aleshores secretari d'Afers Orientals de la Congregació per a la Propagació de la Fe, en prengué nota i amplià el seu ingrés al servei diplomàtic del Vaticà l'any 1882, on fou contractat per Rampolla com a secretari i el gener de 1883 acompanyà el nunci Rampolla a Madrid, on va ocupar un paper crucial en l'arbitratge de la disputa entre Espanya i Prússia sobre la possessió de les illes Carolines. De retorn a Roma el 1887, va ingressar a la Secretaria d'Estat del Vaticà, de la qual arribaria a ser substitut i secretari de comunicacions xifrades el 1901. Des de 1899 era professor de diplomàcia i vicerector de la Pontifícia Acadèmia de Nobles Eclesiàstics.
Rampolla va tornar a Roma el 1887 quan va ser nomenat secretari d'estat i cardenal pel papa Lleó XIII. Della Chiesa va esdevenir minutetari papal (un empleat encarregat de redactar les actes) i substitut de la Secretaria d'Estat, amb Rampolla i després amb el cardenal Rafael Merry del Val.
Just després de la mort de Lleó XIII el 1903, Rampolla va intentar convertir della Chiesa en el secretari del conclave, però el Sacre Col·legi va triar Rafael Merry del Val, un jove prelat conservador, el primer senyal que Rampolla no seria el següent Papa. Quan el cardenal Rampolla va haver de deixar el seu càrrec amb l'elecció del seu oponent el papa Pius X, i va ser succeït per Merry del Val, della Chiesa va ser retingut al seu càrrec.

### Bolonya

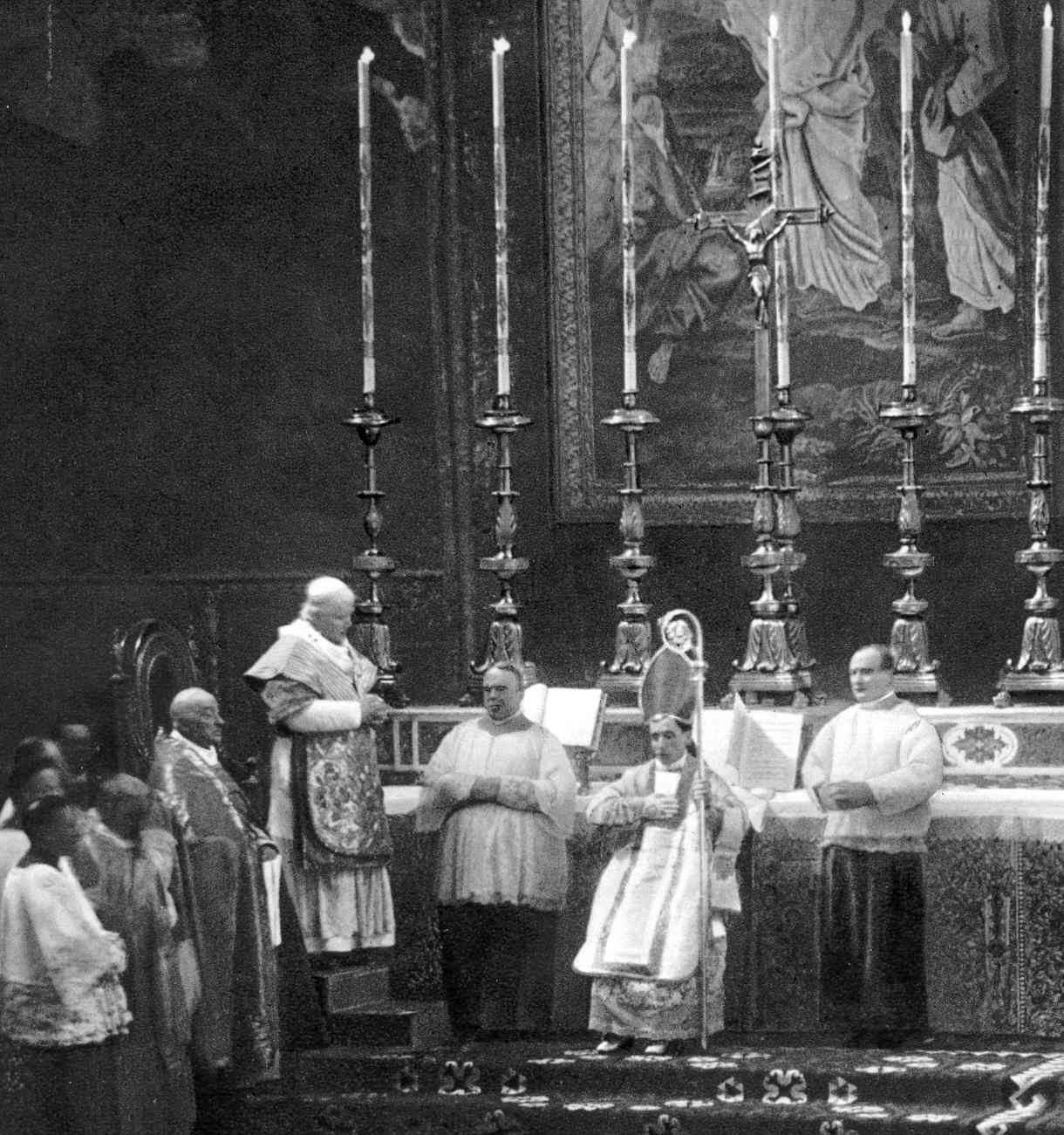
El papa Pius X consagra el seu futur successor el papa Benet XV com a arquebisbe Giacomo della Chiesa al Vaticà el 22 de desembre de 1907.

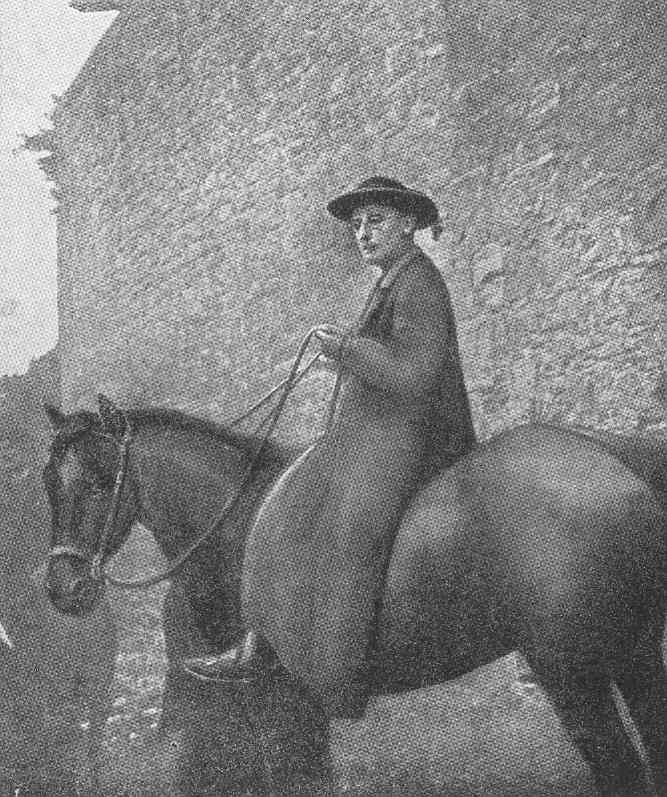
L'arquebisbe della Chiesa en visita pastoral el 1910

Pius X el va nomenar arquebisbe de Bolonya el 1907 i cardenal el 1914, només tres mesos abans d'esdevenir papa.

#### Arquebisbe
Quan el cardenal Rampolla , després de l'elecció de Pius X, va ser substituït per l'igualment capaç Merry del Val, della Chiesa va mantenir inicialment el seu càrrec, estimat pel nou Papa per les seves habilitats. No obstant això, precisament pels seus estrets vincles amb el cardenal Rampolla –el principal artífex de la política d'obertura de Lleó XIII, així com rival de Pius X al conclave de 1903– , la carrera de della Chiesa al Vaticà es va veure ràpidament aturada per la línia més conservadora del nou papat. Pius X, tot i que el va estimar, va decidir apartar-lo de la cúria romana i el 16 de desembre de 1907 el va nomenar arquebisbe de Bolonya , segons la coneguda màxima llatina promoveatur ut amoveatur. Els diaris italians van anunciar que el 15 d'abril de 1907 el nunci papal Aristide Rinaldini a Madrid seria substituït per della Chiesa, que hi havia treballat abans. Pius X, rient-se sobre els coneixements del periodista, va comentar: "Desafortunadament, el diari es va oblidar d'esmentar a qui vaig nomenar com a proper arquebisbe de Bolonya". El Vaticà suposadament havia "anat tan lluny com per descobrir els papers que el nomenaven nunci papal, però [della Chiesa] es va negar a acceptar-los". El 18 de desembre de 1907, en presència de la seva família, el cos diplomàtic, nombrosos bisbes i cardenals, i el seu amic Rampolla, va rebre la consagració episcopal del mateix papa Pius X. El Papa va donar el seu propi anell episcopal i el bàcul al nou bisbe i va passar molt de temps amb la família della Chiesa l'endemà. El 23 de febrer de 1908, della Chiesa va prendre possessió de la seva nova diòcesi, que incloïa 700.000 persones, 750 sacerdots, així com 19 instituts religiosos masculins i 78 femenins. Al seminari episcopal, uns 25 mestres van educar 120 alumnes que es preparaven per al sacerdoci.
Monsenyor della Chiesa donà suport a la intervenció italiana a Líbia, d'acord amb la doctrina de la guerra justa veient-hi el recurs a les armes com un instrument per a estendre la fe i la civilització.
Com a bisbe, va visitar totes les parròquies, fent un especial esforç per veure les més petites a la muntanya a les quals només s'hi podia accedir a cavall. Sempre va veure la predicació com l'obligació principal d'un bisbe. Normalment feia dos o més sermons al dia durant les seves visites. El seu èmfasi era en la neteja dins de totes les esglésies i capelles i en l'estalvi de diners sempre que fos possible, perquè va dir: "Estalviem per donar als pobres." Una reunió de tots els sacerdots en un sínode va haver de ser posposada a desig del Vaticà tenint en compte els canvis en curs en el Dret Canònic. Es van construir o restaurar nombroses esglésies. Va originar personalment una important reforma de l'orientació educativa del seminari, afegint més cursos de ciències i educació clàssica al currículum. Va organitzar pelegrinatges als santuaris marians de Loreto i Lorda en el 50è aniversari de l'aparició. La mort inesperada del seu amic, partidari i mentor Rampolla el 16 de desembre de 1913 va suposar un gran cop per a della Chiesa, que va ser un dels beneficiaris del seu testament.

#### Cardenalat
Era costum que l'arquebisbe de Bolonya fos nomenat cardenal en un dels consistoris vinents . A Bolonya això també s'esperava amb della Chiesa, ja que, en anys anteriors, o els cardenals eren nomenats arquebisbes, o els arquebisbes com a cardenals poc després. Pius X no va seguir aquesta tradició i va deixar la Chiesa esperant quasi set anys. Quan una delegació de Bolonya el va visitar per demanar-li l'ascens de della Chiesa al Col·legi de Cardenals, va respondre en broma burlant-se del seu propi cognom, Sarto (que significa "sastre"), perquè va dir: "Ho sento, però encara no s'ha trobat un Sarto per fer la túnica del cardenal."

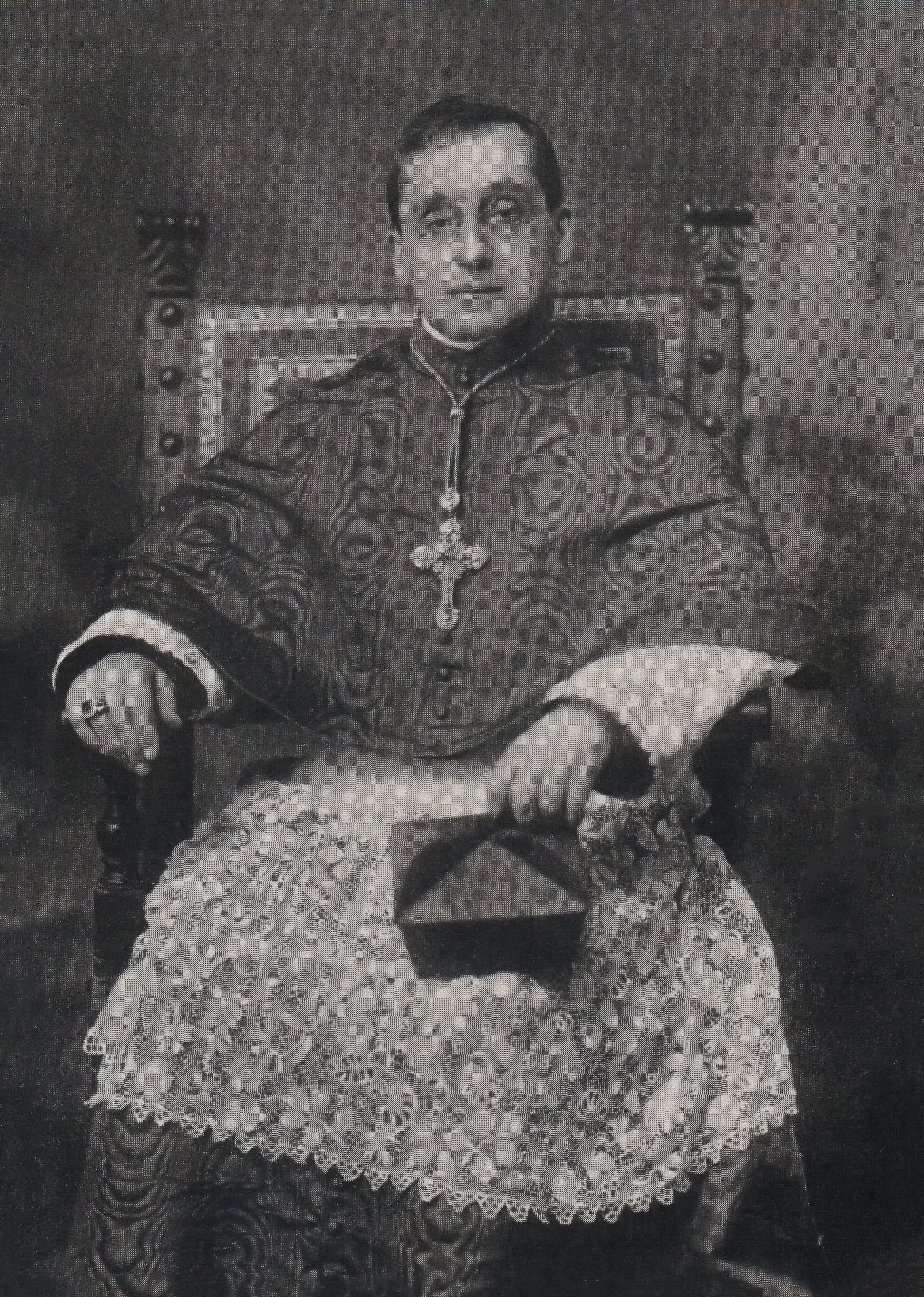
El cardenal Della Chiesa el 1914

El cardenal Rampolla va morir el 16 de desembre de 1913. En el consistori del 25 de maig de 1914, della Chiesa va ser creat cardenal, esdevenint cardenal prevere amb el títol dels Santi Quattro Coronati
, que abans d'ell va ser ocupat per Pietro Respighi. Quan el nou cardenal va intentar tornar a Bolonya després del consistori a Roma, un aixecament socialista, antimonàrquic i anticatòlic no relacionat va començar a tenir lloc a Itàlia central. Això va anar acompanyat d'una vaga general, el saqueig i la destrucció d'esglésies, connexions telefòniques i edificis ferroviaris, i la proclamació d'una república laica. A la mateixa Bolonya, els ciutadans i l'Església catòlica es van oposar amb èxit a aquests desenvolupaments. Els socialistes van guanyar de manera aclaparadora les següents eleccions autonòmiques amb grans majories.
A mesura que s'acostava la Primera Guerra Mundial, a Itàlia es discutia la qüestió de quin bàndol calia estar. Oficialment, Itàlia estava encara aliada amb Alemanya i Àustria-Hongria. No obstant això, al Tirol, part integrant d'Àustria que era majoritàriament germanòfona, la part sud, la província de Trentino, era exclusivament italiafona. El clergat de Bolonya tampoc estava totalment exempt del fervor nacionalista. Per això, en la seva qualitat d'arquebisbe, a l'esclat de la Primera Guerra Mundial, della Chiesa va pronunciar un discurs sobre la posició i els deures de l'Església, subratllant la necessitat de neutralitat, promoure la pau i alleujar el sofriment.

### L'elecció al Papat
Després de la mort de Pius X, el conclave resultant s'obre a finals d'agost de 1914. La guerra seria clarament el tema dominant del nou pontificat, per la qual cosa la prioritat dels cardenals era triar un home amb una gran experiència diplomàtica.
En el conclave de 1914, els cardenals es van dividir en dues faccions: els "reaccionaris" i els "conservadors". La campanya durant una dècada contra el modernisme va llançar un núvol sobre el conclave i també va assegurar per part del difunt pontífex que hi hagués menys cardenals moderats i progressistes al Sacre Col·legi. No obstant això, els cardenals temien que un dels bàndols de la Primera Guerra Mundial pogués influir potencialment en el conclave per escollir un papa que fos susceptible al seu bàndol i a les seves posicions. Tot i que els cardenals van expressar alleujament en l'abolició del veto el 1904, encara hi havia una por palpable que hi hagués intents subtils d'exercir control sobre els cardenals, per tant, una profunda sospita en molts cardenals dels seus col·legues europeus. Durant el conclave, el cardenal Domenico Serafini i la seva facció van tenir prou vots per assegurar-se que della Chiesa no fos elegit, sobretot perquè la vuitena votació va tenir della Chiesa amb majoria, encara que per sota dels dos terços necessaris per a les eleccions.

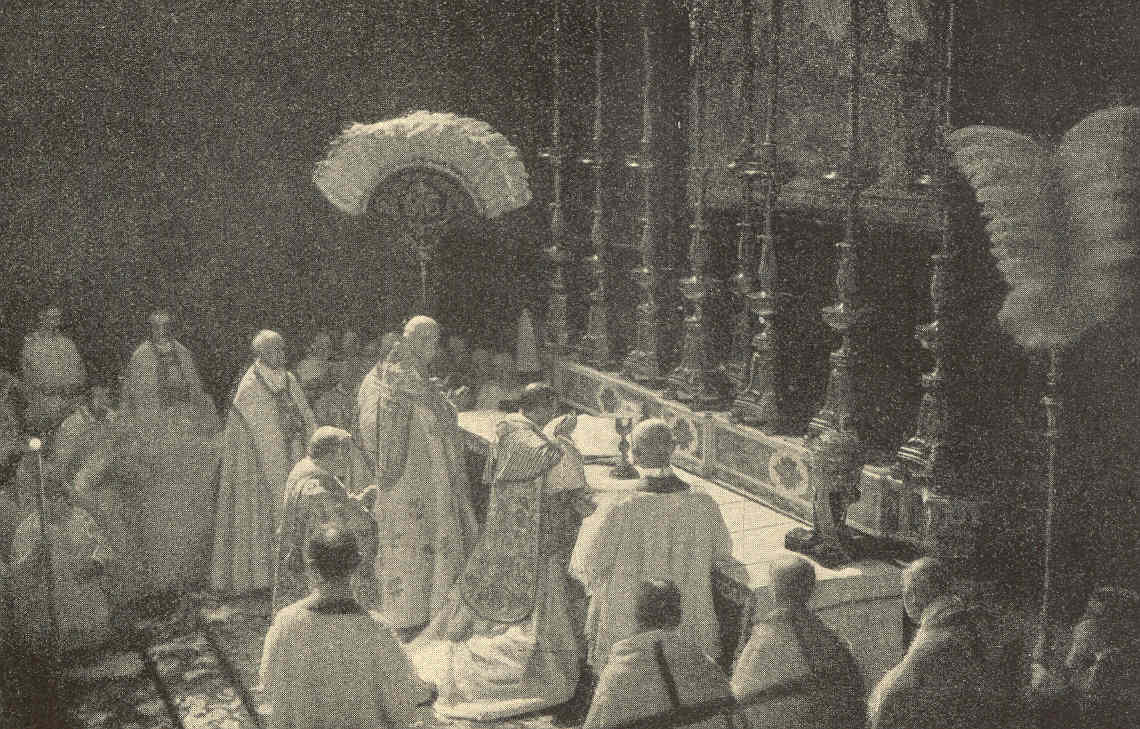
Coronació del papa Benet XV el 1914

Si bé Serafini era considerat "papabile" pel seu càrrec al Sant Ofici, i la seva alineació amb les polítiques de Pius X, altres cardenals com Andrea Carlo Ferrari i Désiré-Joseph Mercier creien que el nou papa havia de centrar-se no en el modernisme i els debats doctrinals, sinó més aviat en un enfocament més suau després del regnat una mica dur de Pius X. Amb aquesta finalitat, aquests cardenals s'inclinaren cap al liberal arquebisbe de Pisa, Pietro Maffi. Della Chiesa, d'altra banda, es trobava entre Maffi i Serafini com a representant del millor i del pitjor d'ambdues faccions, d'aquí la seva contenció a la votació. Mentre della Chiesa semblava obtenir el suport d'alguns cardenals conservadors, Maffi es va endarrerir considerablement i, per tant, Serafini es va posicionar com el principal rival de della Chiesa. Com que Maffi s'havia endarrerit en les votacions, els seus partidaris van decidir contrarestar a Serafini i van donar el seu suport a della Chiesa, assegurant la seva elecció per només un vot en el que va ser un conclave prolongat.
Després de la seva elecció, Benet XV no va poder localitzar una sotana adequada perquè les tres que tenien a la seva disposició no s'ajustaven adequadament a la seva fràgil forma. D'un diari que recull els fets del conclave, "l'hàbit papal que es va escollir va ser el petit, però mancat d'alguna part, i sent una mica llarg, s'adaptava amb pinces de roba, i aixecat i cobert amb una faixa de borla d'or".
Així, el 3 de setembre de 1914, della Chiesa, tot i haver estat cardenal només tres mesos, va ser elegit papa, prenent el nom de Benet XV. Va triar el nom a causa de la seva devoció a Sant Benet de Núrsia, potser també en honor al papa Benet XIV, que havia estat arquebisbe de Bolonya. En ser elegit papa, també va ser formalment Gran Mestre de l'Orde del Sant Sepulcre de Jerusalem de Jerusalem, prefecte de la Sagrada Congregació del Sant Ofici i prefecte de la Sagrada Congregació Consistorial. Hi havia, però, un cardenal-secretari per dirigir aquests cossos en el dia a dia.
A causa de la perdurable qüestió romana, després de l'anunci de la seva elecció al papat pel cardenal protodiaca, Benet XV, seguint els passos dels seus dos més recents predecessors, no va aparèixer al balcó de la basílica de Sant Pere que dóna a la plaça de Sant Pere per concedir la benedicció urbi et orbi. Benet XV va ser coronat pel cardenal protodiaca Francesco Salesio Della Volpe, a la Capella Sixtina el 6 de setembre de 1914 i, també com a protesta per la qüestió romana, no hi va haver cerimònia per a la possessió formal de l' arxibasílica de Sant Joan del Laterà.

### El Pontificat

#### Esforços de pau

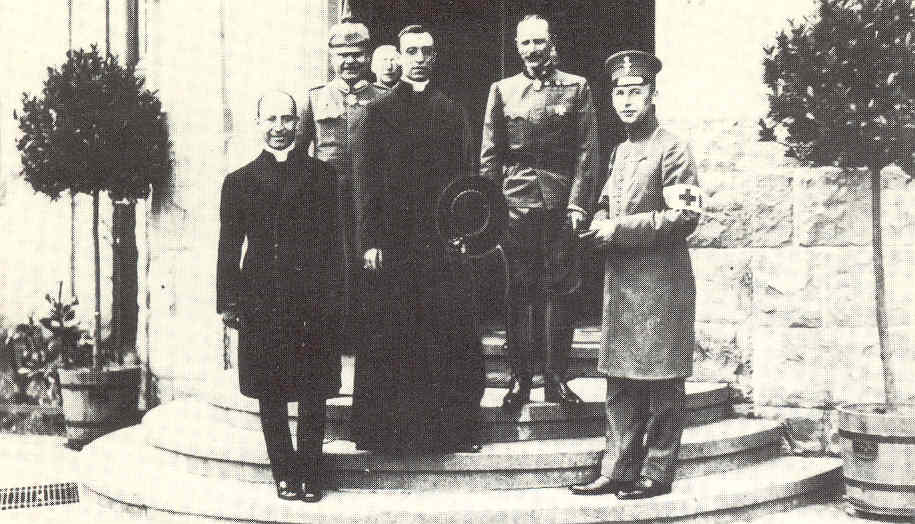
Eugenio Pacelli a la seu imperial amb la proposta de pau de Benet XV a l'emperador Guillem II

El pontificat de Benet XV va estar dominat per la Primera Guerra Mundial, que va anomenar, juntament amb les seves conseqüències turbulentes, "el suïcidi d'Europa". En la seva primera encíclica , Ad Beatissimi Apostolorum principis, publicada l'1 de novembre de 1914 va analitzar lúcidament les causes del conflicte i va proclamar una neutralitat estricta que va disgustar els dos bàndols bel·ligerants. Hi exposa que les causes de la guerra eren la manca de comprensió entre els homes, el menyspreu de l'autoritat, la injustícia en la lluita de classes i l'afany de lucre i va fer una crida als dirigents de les nacions perquè silenciessin les armes i posin fi al vessament de tanta sang humana. Amb seva primera crida a una treva general de Nadal el 1914 va ser ignorada, tot i que es van organitzar treves informals. A finals de la guerra, entre maig i octubre de 1917, es van produir a Fàtima, Portugal , les aparicions de la Mare de Déu de Fàtima, aparicions que serien declarades "dignes de creure" el 1930 durant el papat del seu successor, Pius XI.

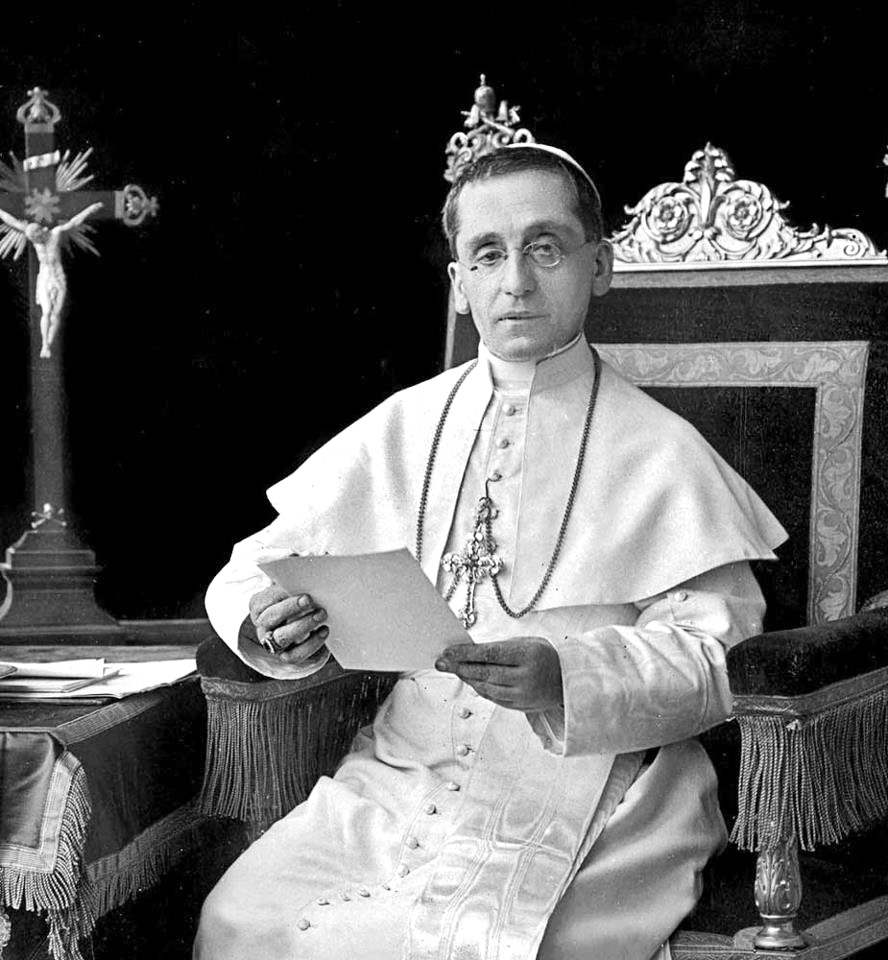
El papa Benet XV durant el seu regnat

En l'àmbit diplomàtic, «el mes d'abril i maig de 1915, intentà fer d'intermediari entre Àustria-Hongria i Itàlia per evitar que aquesta declarés la guerra a la primera. L'entrada en guerra del Regne d'Itàlia el 24 de maig de 1915 , la Santa Seu, tancada i "presonera" al Vaticà, restà encara més aïllada amb la sortida dels ambaixadors d'estats estrangers. Benet XV va patir molt en els anys següents a causa d'aquest confinament, que va experimentar com una mena de penitència per la pau. No va poder deixar d'observar amb amarga l'ampliació encara més del conflicte internacional, la causa última del qual va ser, segons la seva opinió, i segons una interpretació molt difosa dins la cúria, l'expansió de l'individualisme liberal i aquell procés de secularització que va veure les societats contemporànies abandonar les directrius de l'Església catòlica. De fet, tant per a Benet XV com per als seus predecessors, la guerra mundial va representar un autèntic càstig diví, tant que el va comparar amb el terratrèmol de Reggio Calàbria i Messina.
Els antagonismes nacionals entre les parts en conflicte es van accentuar per les diferències religioses abans de la guerra, sent França, Itàlia i Bèlgica en gran part catòlics. Les relacions del Vaticà amb la Gran Bretanya eren bones, mentre que ni Prússia ni l'Alemanya Imperial tenien cap relació oficial amb el Vaticà. Als cercles protestants d'Alemanya, era popular la idea que el Papa catòlic només era neutral en el paper, afavorint fortament els aliats. Es deia que Benet va impulsar Àustria-Hongria a anar a la guerra per tal de debilitar la màquina de guerra alemanya. També, suposadament, el nunci papal a París va explicar en una reunió de l'Institut Catholique, "lluitar contra França és lluitar contra Déu", i es deia que el Papa va exclamar que lamentava no ser francès. El cardenal belga Désiré-Joseph Mercier, conegut com un patriota valent durant l'ocupació alemanya però també famós per la seva propaganda antialemanya, es deia que va ser afavorit per Benet XV per la seva enemistat amb la causa alemanya. Després de la guerra, Benet també hauria elogiat el Tractat de Versalles, que humilià els alemanys.
Aquestes acusacions van ser rebutjades pel cardenal secretari d'estat del Vaticà Pietro Gasparri, que va escriure el 4 de març de 1916 que la Santa Seu era completament imparcial i no afavoria el bàndol aliat. Això era encara més important, així va assenyalar Gasparri, després que els representants diplomàtics d'Alemanya i Àustria-Hongria al Vaticà fossin expulsats de Roma per les autoritats italianes. Tanmateix, tenint en compte tot això, els protestants alemanys van rebutjar qualsevol "pau papal", qualificant-la d'insultant. El polític francès Georges Clemenceau, un anticlerical ferotge, afirmava considerar la iniciativa del Vaticà com antifrancesa. Benet va fer molts intents infructuosos de negociar la pau, però aquestes súpliques per una pau negociada el van fer impopular, fins i tot a països catòlics com Itàlia, entre molts partidaris de la guerra que estaven decidits a acceptar ni més ni menys que la victòria total.
Entre finals de 1916 i principis de 1917 va fer d'intermediari entre algunes de les potències de l'Entente i el nou emperador, Carles I d'Àustria, i a la primavera de 1917 va apel·lar al president dels Estats Units, Woodrow Wilson, per intentar evitar l'entrada d'Amèrica a la guerra. L'intent més agosarat d'aturar el conflicte i induir els líders de les potències bel·ligerants a reunir-se al voltant d'una taula de pau, va ser, però, l'exhortació de l'1 d'agost de 1917, una crida que es recorda habitualment per haver definit la guerra com una "matança inútil". També se li atribueix l'expressió, sempre pel que fa al mateix tema, de la guerra com el "suïcidi de l'Europa civilitzada". En aquesta crida, Benet va publicar un pla de pau de set punts que deia que:
1. "la força moral del dret... substitueix la força material de les armes".
2. hi ha d'haver una "disminució simultània i recíproca de l'armament",
3. s'ha d'establir un mecanisme d'arbitratge internacional.
4. hauria d'existir "la veritable llibertat i els drets comuns sobre el mar",
5. hauria d'haver una "renúncia a les indemnitzacions de guerra",
6. els territoris ocupats haurien de ser evacuats, i
7. hauria d'haver-hi "un examen... de les reclamacions rivals".

Gran Bretanya va reaccionar favorablement tot i que l'opinió popular era mixta. El president dels Estats Units Woodrow Wilson va rebutjar el pla rebent el missatge de manera crítica i deslligada, i això va resultar determinant per assegurar el fracàs de Benet XV, perquè les propostes de pau de Benet XV havien entrat de manera decisiva per la pau i la creixent contribució nord-americana a l'esforç bèl·lic. Bulgària i Àustria-Hongria també van ser favorables, però Alemanya va respondre ambigua. Benet també va demanar la prohibició del reclutament militar, una crida que va repetir el 1921. El pontífex es va mostrar profundament decebut pel fracàs de la seva carta de pau i per les reaccions públiques que va rebre.
Algunes de les propostes finalment es van incloure a la crida a la pau dels Catorze punts de Woodrow Wilson, el gener de 1918.
A Europa, cada bàndol el veia esbiaixat a favor de l'altre i no estava disposat a acceptar els termes que proposava: així que mentre a França va ser denunciat com "el Papa Kraut" (le pape boche), a Alemanya va ser definit com "el Papa francès" (der französische Papst) i a Itàlia, fins i tot, "Maledetto XV"•. Tot i així, encara que sense èxit, els seus esforços diplomàtics durant la guerra s'acrediten amb un augment del prestigi papal i van servir de model al segle xx per als esforços de pau de Pius XII abans i durant la Segona Guerra Mundial, les polítiques de Pau VI durant la guerra del Vietnam i la posició de Joan Pau II abans i durant la guerra de l'Iraq.
A més dels seus esforços en l'àmbit de la diplomàcia internacional, el papa Benet també va intentar aconseguir la pau a través de la fe cristiana, ja que va publicar una pregària especial el 1915 per ser pronunciada pels catòlics de tot el món.
Entre els diferents obstacles que expliquen el fracàs del paper pacificador del Papa i del seu secretari d'Estat Gasparri, cal esmentar : la situació geogràfica del Vaticà a l'interior d'Itàlia (estat amb el qual a l'època no mantenia relacions diplomàtiques oficials); l'aïllament diplomàtic en què Pius X i el seu secretari d'estat Merry Del Val havien deixat la Santa Seu, que s'havia declarat neutral i imparcial en el conflicte; el fet que aquesta "imparcialitat" fos només "parcial", perquè el Vaticà esperava, d'una banda, "beneficiar-se, gràcies a qualsevol tractat de pau posterior, de la reconquesta d'almenys una part de la sobirania territorial dels papes", perduda amb l'incompliment de Porta Pia, i de l'altra esperava que garantís "la supervivència de l'Imperi Austrohongarès, la darrera gran potència catòlica a Europa i baluard contra l'Imperi Ortodox, (ipoc després, comunista). Aquesta última consideració va ser una de les raons de l'oposició del Vaticà a l'entrada d'Itàlia en la guerra contra les potències centrals el 1915. No obstant això, a mesura que el conflicte empitjorava, es va registrar una considerable simpatia per part del Vaticà cap a Itàlia.
En tot cas, el major obstacle per al Papa va ser, malgrat la seva posició de ferma condemna de la guerra, l'adhesió quasi total i incondicional a ella dels catòlics i del clergat dels diferents països bel·ligerants. A França s'havia creat una unió sagrada contra els alemanys amb la plena participació dels catòlics i del clergat en l'esforç de guerra. A Alemanya, els catòlics esperaven que el seu suport entusiasta a la guerra fos la consagració definitiva del seu paper nacional. Fins i tot a Itàlia la gran majoria de catòlics organitzats i la gran majoria de bisbes, encara que amb diferents distincions i matisos, s'havien acabat adherint sense reserves a la guerra. Aquesta adhesió va provocar inevitablement una clara oposició entre les diverses esglésies nacionals, que el Papa va admetre que no podia governar.
L'agost de 1917 , arran de la publicació de la famosa "Nota de pau" de Benet XV adreçada a les cancelleries de les nacions bel·ligerants, el pare dominic Antonin-Dalmace Sertillanges, predicador a l'església de la Madeleine de París , va exclamar de manera significativa: "Sant Pare, no volem la vostra pau". El drama dels cristians movent-se els uns contra els altres, invocant el mateix Déu, va fer que l'escriptor irlandès George Bernard Shaw exclamés que seria millor tancar les esglésies, que no resar-hi per l'aniquilació de l'enemic.
Gairebé a la fi de la guerra, el 1917, va promulgar l'exhortació apostòlica Dès le début que era tot un programa doctrinal de cara a un possible armistici.

#### Esforços humanitaris

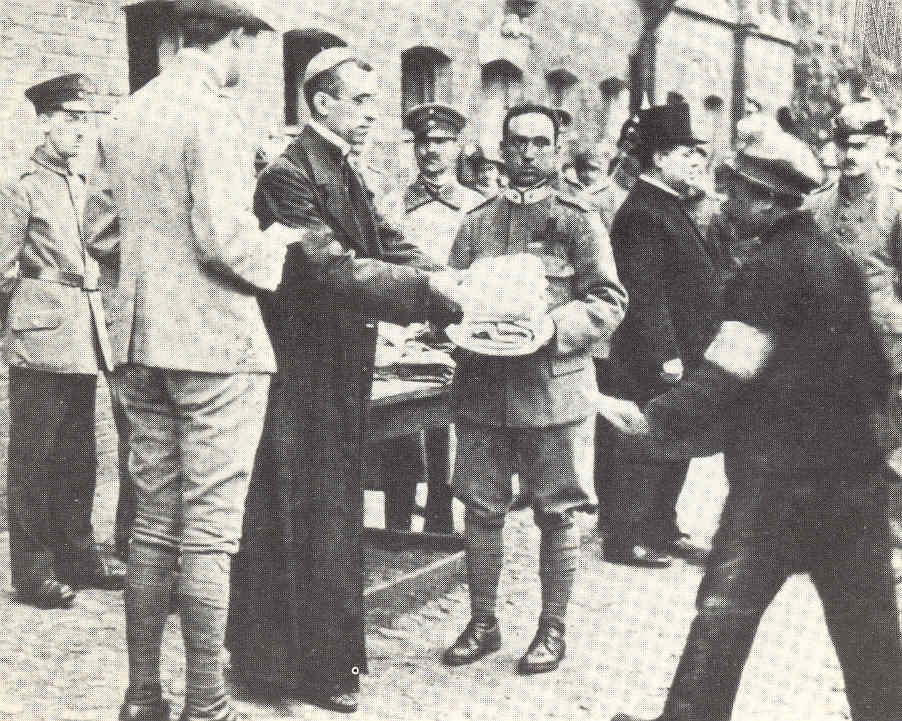
El nunci Eugenio Pacelli lliura paquets de Benet XV als presoners de guerra italians el 1917.

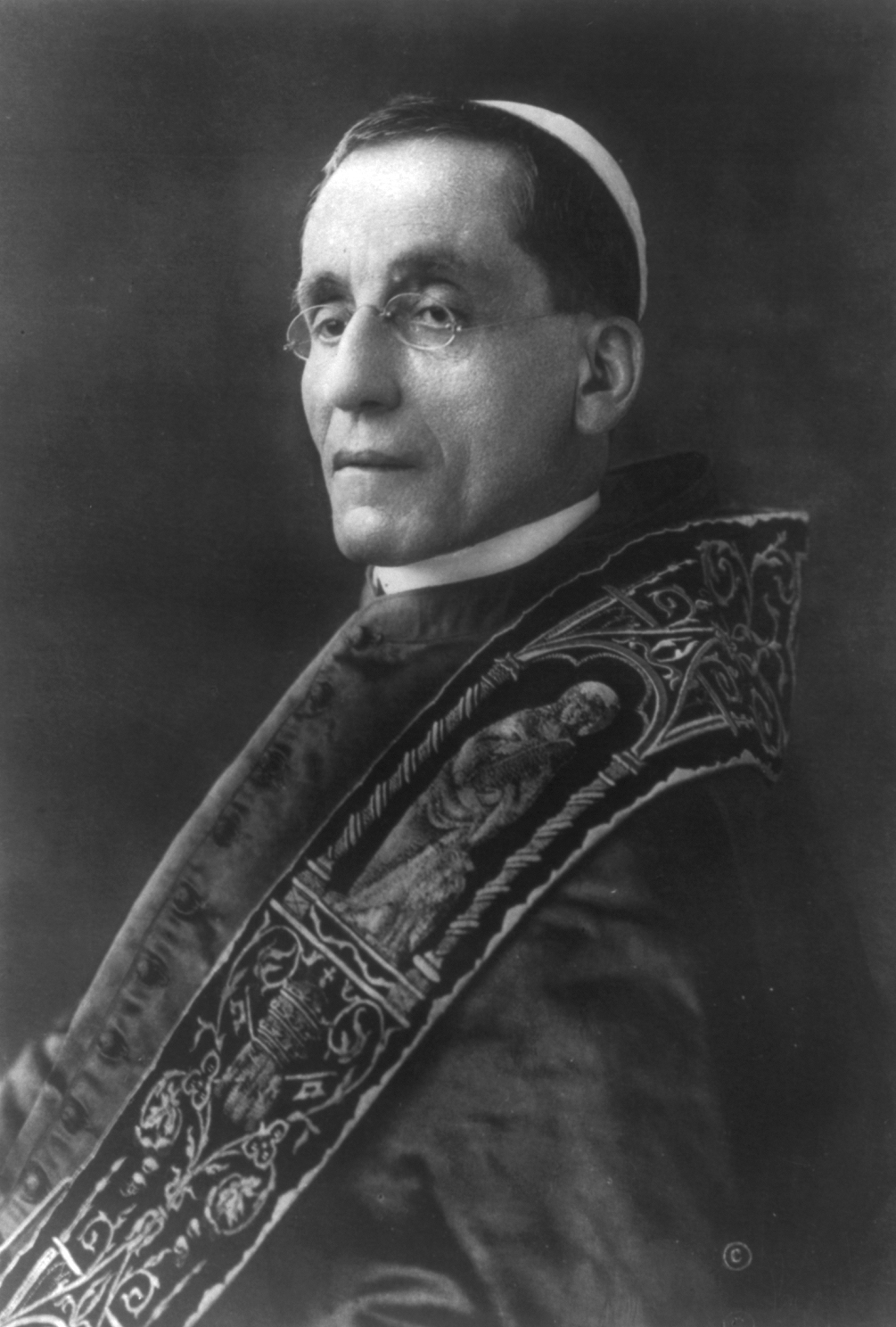
Benet XV amb l'habit coral, vers 1915

Gairebé des de l'inici de la guerra, el novembre de 1914, Benet va negociar, en col·laboració amb la Creu Roja,  amb les parts en conflicte un intercanvi de ferits i altres presoners de guerra que no podien continuar lluitant, i durant tot el conflicte no va deixar d'enviar proclames per la pau i per una resolució diplomàtica de la guerra, a més d'aportar ajuts concrets a les poblacions civils afectades Desenes de milers d'aquests presoners es van intercanviar gràcies a la seva intervenció. El 15 de gener de 1915, va proposar un intercanvi de civils de les zones ocupades, que va provocar que 20.000 persones fossin enviades al sud de França desocupat en un mes. El 1916, Benet va aconseguir arribar a un acord entre ambdues parts pel qual 29.000 presoners amb malalties pulmonars dels atacs amb gas podien ser enviats a Suïssa. El maig de 1918, també va negociar un acord pel qual els presoners d'ambdós bàndols amb almenys 18 mesos de captivitat i quatre nens a casa també serien enviats a la Suïssa neutral.
Va aconseguir el 1915 arribar a un acord pel qual les parts en conflicte es comprometien a no deixar treballar els presoners de guerra els diumenges i festius . Diverses persones d'ambdós bàndols es van estalviar la pena de mort després de la seva intervenció. Es van intercanviar ostatges i es van repatriar els cadàvers. Entre els serveis de socors per als ferits, refugiats i orfes de guerra aquestes ajudes –el cost de les quals va portar el Vaticà a la vora de la fallida – el Papa va fundar l'Opera dei Prigionieri per ajudar a distribuir informació sobre els presoners. Al final de la guerra, uns 600.000 articles de correspondència van ser processats pel Vaticà. Gairebé un terç d'això correspon a persones desaparegudes. Unes 40.000 persones havien demanat ajuda per a la repatriació de presoners de guerra malalts i es van enviar 50.000 cartes de famílies als seus éssers estimats que eren presoners de guerra.
Tant durant com després de la guerra, Benet es va preocupar principalment pel destí dels nens, en nom dels quals va publicar una encíclica. El 1916 va fer una crida al poble i al clergat dels Estats Units perquè l'ajudessin a alimentar els nens famolencs a la Bèlgica ocupada pels alemanys. La seva ajuda als nens no es va limitar a Bèlgica sinó que es va estendre als nens de Lituània, Polònia, Líban, Montenegro, Síria i Rússia. Benet va quedar particularment consternat amb la nova invenció militar de la guerra aèria i va protestar diverses vegades en contra sense èxit.
Al maig i juny de 1915, l'Imperi Otomà va fer un genocidi contra les minories cristianes armènies a Anatòlia. El Vaticà va intentar implicar Alemanya i Àustria-Hongria en les protestes davant el seu aliat turc. El mateix papa va enviar una carta personal al sultà Mehmed V, que era també califa de l'Islam.  No va tenir èxit "ja que més d'un milió d'armenis van morir, ja sigui assassinats directament pels turcs o per maltractaments o inanició".
Això no va impedir que l'any 1919 s'erigís en el seu honor a Istanbul una estàtua de set metres amb la inscripció "Al gran pontífex de la tragèdia mundial, Benet XV, benefactor dels pobles, sense distinció de nacionalitat ni religió, en senyal d'agraïment, l'Orient". Això va ser probablement degut al treball de socors dels ferits i refugiats durant la guerra , que va valer al Vaticà el sobrenom de "Segona Creu Roja".

#### Agenda diplomàtica
En la postguerra, el papa Benet XV va participar en el desenvolupament de l'administració de l'Església per fer front al nou sistema internacional que havia sorgit. El papat es va enfrontar a l'aparició de nombrosos estats nous com Polònia, Lituània, Estònia, Iugoslàvia, Txecoslovàquia, Finlàndia i altres. Alemanya, França, Itàlia i Àustria es van empobrir per la guerra. A més, l'ordre social i cultural tradicional europeu estava amenaçat pel nacionalisme i el feixisme de dreta, així com pel socialisme i el comunisme d'esquerres, tots els quals potencialment amenaçaven l'existència i la llibertat de l'Església. Per tractar aquests temes i altres relacionats, Benet es va comprometre en el que millor sabia, una ofensiva diplomàtica a gran escala per garantir els drets dels fidels a tots els països.

##### Itàlia
Lleó XIII ja havia acceptat la participació dels catòlics en la política local però no nacional. Les relacions amb Itàlia també van millorar amb Benet XV, que de facto va revertir la dura política anti-italiana dels seus predecessors permetent als catòlics participar també a les eleccions nacionals. Això va provocar el sorgiment del Partit Popular italià (embrió de la futura  Democràcia Cristiana), sota Luigi Sturzo. Els polítics anticatòlics van ser substituïts gradualment per persones neutrals o fins i tot simpatitzants amb l'Església catòlica. El mateix rei Víctor Manuel III  va donar senyals del seu desig de millors relacions, quan, per exemple, va enviar el condol personal al Pontífex per la mort del seu germà.
Benet XV, juntament amb la majoria dels catòlics tradicionals de la seva època, es va oposar en principi al dret de vot de les dones, amb el motiu que les trauria de la seva "esfera natural". No obstant això, va ser pragmàtic i va reconèixer que el sufragi femení podria ser una "necessitat social en alguns països... per contrarestar les opinions generalment subversives dels socialistes amb els vots suposadament conservadors de les dones", creient que les dones ajudarien a donar suport a les posicions catòliques tradicionals si se'ls concedia el sufragi.
França

##### França

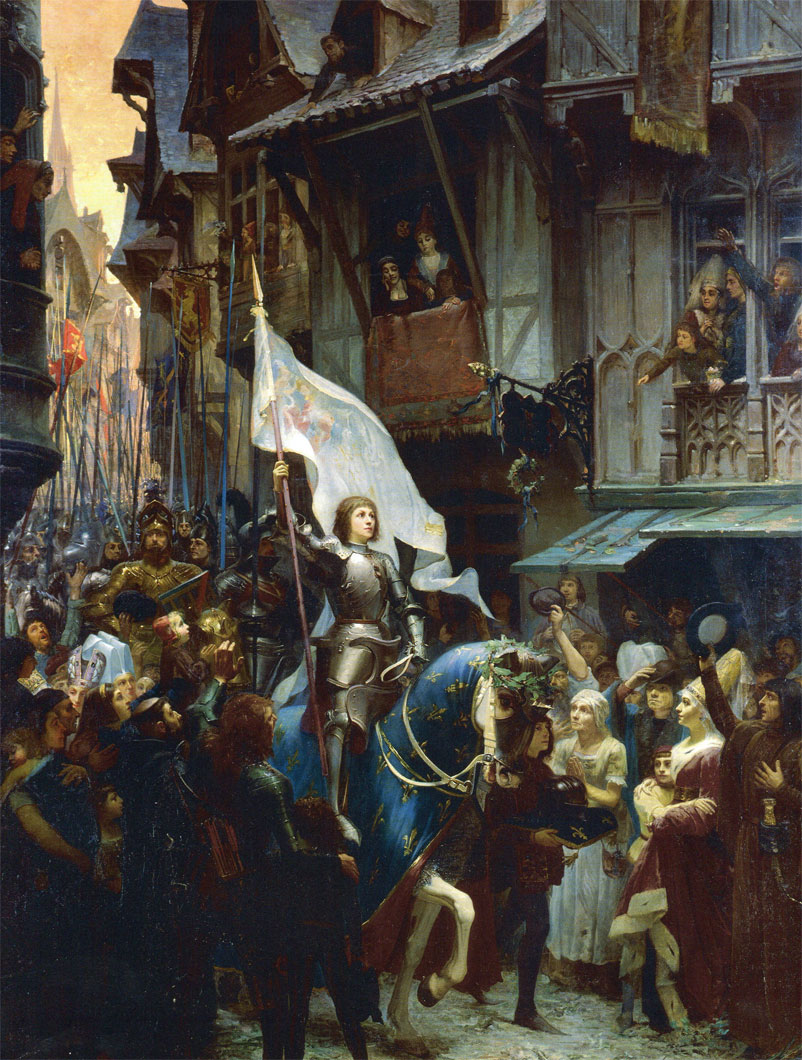
Joana d'Arc entra a Orleans (pintura de JJ Sherer, 1887). Joana va ser canonitzada pel papa Benet XV l'any 1920.

Benet XV també va intentar millorar les relacions amb el govern anticlerical republicà de França, i va canonitzar l'heroïna nacional francesa Joana d'Arc - una figura mítica creada per la reina consort Violant d'Anjou– i la va proclamar patrona de França. Als territoris de missió del Tercer Món, va posar l'accent en la necessitat de formar sacerdots autòctons per substituir ràpidament els missioners europeus, i va fundar el Pontifici Institut Oriental i el Col·legi Copte al Vaticà. Pius XI confiaria l'Oriental als jesuïtes i la convertiria en part del Consorci Gregorià dels jesuïtes a Roma (juntament amb la Universitat Gregoriana i el Biblicum). El 1921, França va restablir les relacions diplomàtiques amb el Vaticà.

##### Unió Soviètica

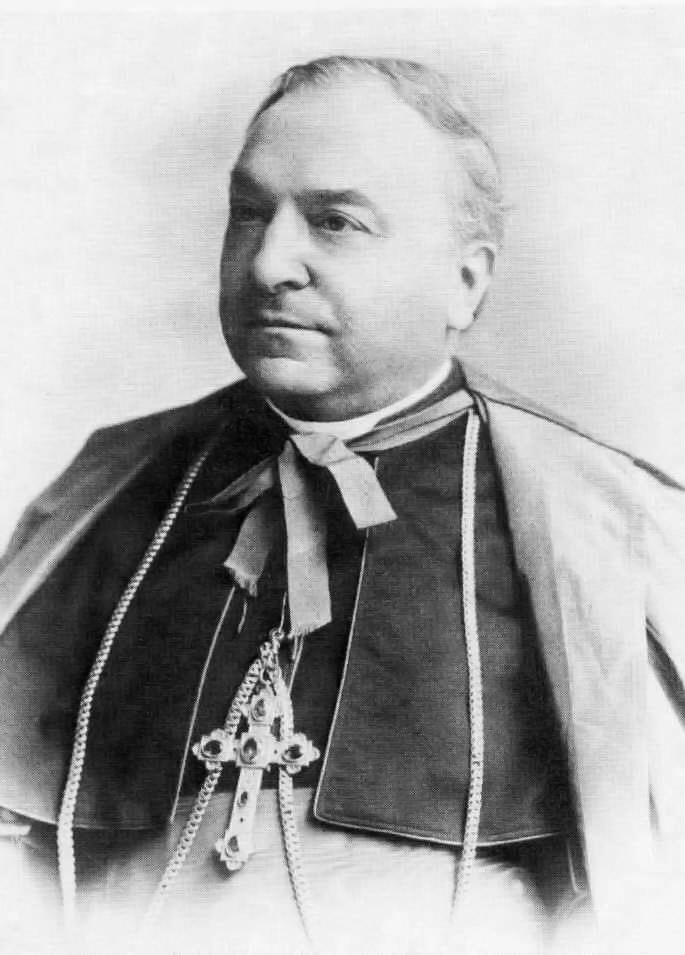
El Cardenal Secretari d'Estat Pietro Gasparri

El final de la guerra va provocar el desenvolupament revolucionari, que Benet XV havia previst en la seva primera encíclica. Amb la Revolució Russa, el Vaticà es va enfrontar a una nova situació, fins llavors desconeguda.

##### Lituània i Estònia
Les relacions amb Rússia van canviar dràsticament per un segon motiu. Els estats bàltics i Polònia van obtenir la seva independència de Rússia després de la Primera Guerra Mundial, permetent així una vida de l'Església relativament lliure en aquells antics països controlats per Rússia. Estònia va ser el primer país a buscar vincles amb el Vaticà. L'11 d'abril de 1919, el cardenal secretari d'estat Pietro Gasparri va informar a les autoritats d'Estònia que el Vaticà acceptaria mantenir relacions diplomàtiques. Es va acordar un concordat en principi un any més tard, el juny de 1920. Es va signar el 30 de maig de 1922. Garantia la llibertat de l'Església Catòlica, establia arxidiòcesis, alliberava el clergat del servei militar, permetia la creació de seminaris i escoles catòliques i consagrava els drets de propietat i immunitat de l'Església. L'arquebisbe va jurar aliança a Estònia.
Les relacions amb la Lituània catòlica van ser una mica més complicades a causa de l'ocupació polonesa de Vílnius, ciutat i seu arxiepiscopal, que Lituània reclamava com a pròpia. Les forces poloneses havien ocupat Vílnius i havien comès actes de brutalitat al seu seminari catòlic d'allà. Això va generar diverses protestes de Lituània a la Santa Seu.

##### Polònia
Abans que tots els altres caps d'estat, el papa Benet XV l'octubre de 1918 va felicitar el poble polonès per la seva independència. En una carta pública a l'arquebisbe Aleksander Kakowski de Varsòvia, va recordar la seva lleialtat i els nombrosos esforços de la Santa Seu per ajudar-los. Va expressar les seves esperances que Polònia tornés a ocupar el seu lloc a la família de les nacions i continuï la seva història com a nació cristiana educada. El març de 1919, va nomenar 10 nous bisbes i, poc després, Achille Ratti, que ja era a Varsòvia com a representant seu, com a nunci papal . Va advertir repetidament a les autoritats poloneses que no perseguissin el clergat lituà i rutè. Durant l'avanç bolxevic contra Varsòvia durant la Guerra poloneso-soviètica, va demanar pregàries públiques a tot el món per Polònia. El nunci Ratti va ser l'únic diplomàtic estranger que es va quedar a la capital polonesa. L'11 de juny de 1921, escrigué a l'episcopat polonès, advertint contra els mals usos polítics del poder espiritual, instant novament a la convivència pacífica amb els pobles veïns, afirmant que "l'amor al país té els seus límits en la justícia i les obligacions". Va enviar el nunci Ratti a Silèsia per actuar contra les possibles agitacions polítiques del clergat catòlic.
Ratti, un erudit, pretenia treballar per a Polònia i construir ponts amb la Unió Soviètica, amb l'esperança de vessar la seva sang per Rússia. El papa Benet XV el necessitava com a diplomàtic i no com a màrtir i va prohibir qualsevol viatge a la Unió Soviètica tot i que era el delegat papal oficial a Rússia. No obstant això, va continuar els seus contactes amb Rússia. Això no li va generar molta simpatia a Polònia en aquell moment. Se li va demanar que se'n anés. Tot i que va intentar honestament mostrar-se com a amic de Polònia, Varsòvia va forçar la seva marxa després que la seva neutralitat en el vot a Silèsia fos qüestionada per alemanys i polonesos. Els alemanys nacionalistes es van oposar a que un nunci polonès supervisés les eleccions, i els polonesos estaven molestos perquè va reduir el clergat agitador. El 20 de novembre, quan el cardenal alemany Adolf Bertram va anunciar la prohibició papal de totes les activitats polítiques dels clergues, les crides per l'expulsió de Ratti van culminar a Varsòvia.

##### Israel
Com a part de les negociacions diplomàtiques preliminars que van conduir a la Declaració Balfour, el papa Benet va donar el seu suport a una pàtria jueva a Palestina al diplomàtic sionista Nahum Sokolow el 4 de maig de 1917, descrivint el retorn dels jueus a Palestina com "providencial; Déu ho ha volgut".

##### Estats Units

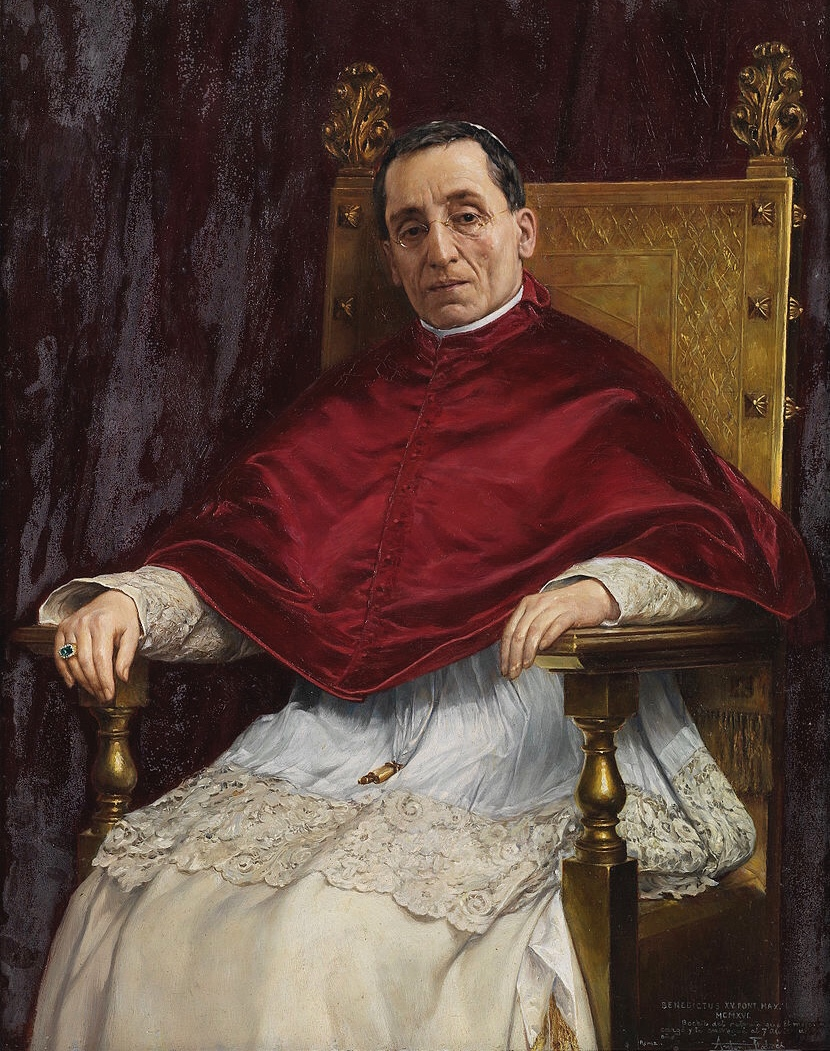
Retrat de Benet XV d'Antonio Fabrés (1916, Museo del Prado)

El cardenal James Gibbons va ajudar a assegurar una reunió entre el papa i el president Woodrow Wilson que va tenir lloc el 4 de gener de 1919. El cardenal havia enviat una carta al president implorant-li que visités el papa després de saber que Wilson havia d'anar a Europa. Poc després, Wilson va confirmar la visita i va anar a trobar-se amb el papa acompanyat del rector del Pontifici Col·legi Nord-americà Charles O'Hearn. Benet XV va agafar Wilson de la mà i el va conduir a l'estudi per a la seva reunió, amb el papa més tard obsequiant a Wilson un obsequi: un mosaic de Sant Pere. L'intèrpret havia d'estar present a la reunió, ja que el papa parlava en francès, i Wilson només parlava anglès. La comitiva presidencial es va presentar al papa, i després de presentar el seu metge personal l'almirall Grayson (dient-li al papa que "és l'home que em manté bé"), el papa va dir: "Sembla que ha fet un treball esplèndid", abans d'oferir paraules a Grayson. El papa va beneir el seguici, malgrat la lleugera confusió de Wilson, després que el papa va assegurar a Wilson que la seva benedicció no discriminava els d'altres religions, ja que Wilson era presbiterià.

##### Irlanda
Després de la declaració de la República d'Irlanda el 1919, Benet XV va rebre la visita de Seán T. O'Kelly el maig de 1920, qui va explicar la política irlandesa i va presentar un memoràndum, esperant el suport del "Sobirà Pontífex"
El 1921, es va formalitzar un acord de pau entre l'Imperi Britànic i la República d'Irlanda que va suposar el final de la Guerra d'Independència d'Irlanda. Les negociacions es van dur a terme a Londres, però, hi va haver un augment de la tensió durant les negociacions sobre telegrames separats enviats a Benet XV tant pel rei Jordi V com per Éamon de Valera. El telegrama enviat per de Valera contestava amb el llenguatge que Jordi V utilitzava en el seu missatge al papa i responia simplement per aclarir la naturalesa entre ambdues parts i els motius que hi havia hagut tensió entre ambdues. En la seva carta a Jordi V, el Papa va elogiar els esforços en curs per la pau, dient que "Ens alegrem de la represa de les negociacions anglo-irlandeses" i que les negociacions "acabarien amb la dissensió secular" entre ambdues parts. Benet XV es va declarar a més "alegria per l'acord feliçment assolit pel que fa a Irlanda".
Una font de polèmica, malgrat les fermes denegacions de la Santa Seu el 1933, és l'al·legació que Benet XV, en una entrevista privada amb el comte George Noble Plunkett a mitjans d'abril de 1916, va impartir una benedicció apostòlica a la República d'Irlanda només dues setmanes abans de l'Aixecament de Pasqua. El fet que se suposa que el Papa ho va fer va ser àmpliament acceptat pels republicans, tot i que més tard ho va negar categòricament L'Osservatore Romano el 1933. A més, es va al·legar que Plunkett va comprometre la República irlandesa a la fidelitat a la Santa Seu, amb el Papa impartint formalment la seva benedicció a l'arquebisbe d'Armagh Michael Logue, que va impulsar l'esforç de la República Irlandesa per enviar telegrama al Papa el 30 d'abril de 1916 demanant un aclariment sobre el que va passar durant la reunió.
Quan L'Osservatore Romano va negar aquestes afirmacions l'any 1933, el diari va dir que "la notícia era del tot infundada" i que les accions de Benet XV estaven "en oberta contradicció amb la coneguda gentilesa del difunt Pontífex i amb el seu desig més viu de pau i d'evitar qualsevol nou vessament de sang". El mateix Plunkett va afirmar la veritat de les al·legacions, dient: "El fet és que la benedicció papal donada als homes de 1916 pel papa Benet només en queda un testimoni: jo mateix. Aquells que professen refutar-me no tenen proves que els donin suport".

#### Afers de l'Església

##### Teologia
En els afers interns de l'Església, Benet XV va reiterar la condemna de Pius X dels estudiosos modernistes i els errors dels sistemes filosòfics moderns a Ad beatissimi Apostolorum. Es va negar a readmetre a la comunió a erudits que havien estat excomunicats durant l'anterior pontificat. Tanmateix, va calmar el que considerava els excessos de la campanya antimodernista dins l'Església. El 25 de juliol de 1920 va escriure el motu proprio Bonum sane sobre Sant Josep i contra el naturalisme i el socialisme. Va contribuir al guariment de les ferides entre els catòlics durant les violents polèmiques entre modernistes i integralistes.

##### Reforma del dret canònic
El 1917 Benet XV va promulgar el primer Codi complet de Dret Canònic de l'Església, la preparació del qual havia estat encarregada pel Papa Pius X, i que es coneix com a Codi Pio-Benedictí. Aquest Codi, que va entrar en vigor l'any 1918, va ser la primera consolidació del Dret Canònic de l'Església en un Codi modern format per articles simples. Anteriorment, el dret canònic estava dispers en diverses fonts i compilacions parcials. A la nova codificació del dret canònic se li atribueix la reactivació de la vida religiosa i la claredat judicial a tota l'Església.
A més, continuant amb les preocupacions de Lleó XIII, va promoure la cultura, la teologia i la litúrgia catòlics orientals fundant un Institut Oriental per a ells a Roma i creant la Sagrada Congregació per a l'Església Oriental el 1917. El 1919, va fundar el Pontifici Col·legi Etíop dins dels murs del Vaticà amb l'església de Sant Esteve, dissenyada com a església del col·legi de Sant Pere.

##### Missions catòliques
Benet XV és a l'origen de la refundació de l'activitat missionera de l'Església a principis del segle xx. El 1915 va establir el Dia Mundial del Migrant i del Refugiat . La carta apostòlica Maximum illud del 30 de novembre de 1919 va afavorir un nou impuls a les missions, amb una orientació precisa encaminada a comunicar l' Evangeli i desvinculació dels interessos polítics dels poders.
L'intent d'obrir una nunciatura a Pequín està connectat amb aquesta visió , a la llum de la política de les potències europees en aquest àmbit, que va representar un fort impediment per a l'evangelització. El Papa va aconseguir establir una delegació a la Xina, que va iniciar la renovació del catolicisme local.
Benet XV, en general, es movia amb gran respecte pels diferents pobles als quals s'adreçava l'Església. Per a ell el missioner no era portador d'interessos partidistes, sinó de l'Evangeli:
| « | És necessari que qui predica l'Evangeli sigui un home de Déu | » |

Maximum illud conclou amb la perspectiva del renaixement d'una temporada missionera:
| « | És aquí, ens sembla que el diví Mestre ens exhorta també a nosaltres, com va fer Pere , amb aquestes paraules: «Fueu al fons», quant ardor de caritat paterna ens porta a voler conduir tota la humanitat a abraçar-lo! | » |

##### Mariologia

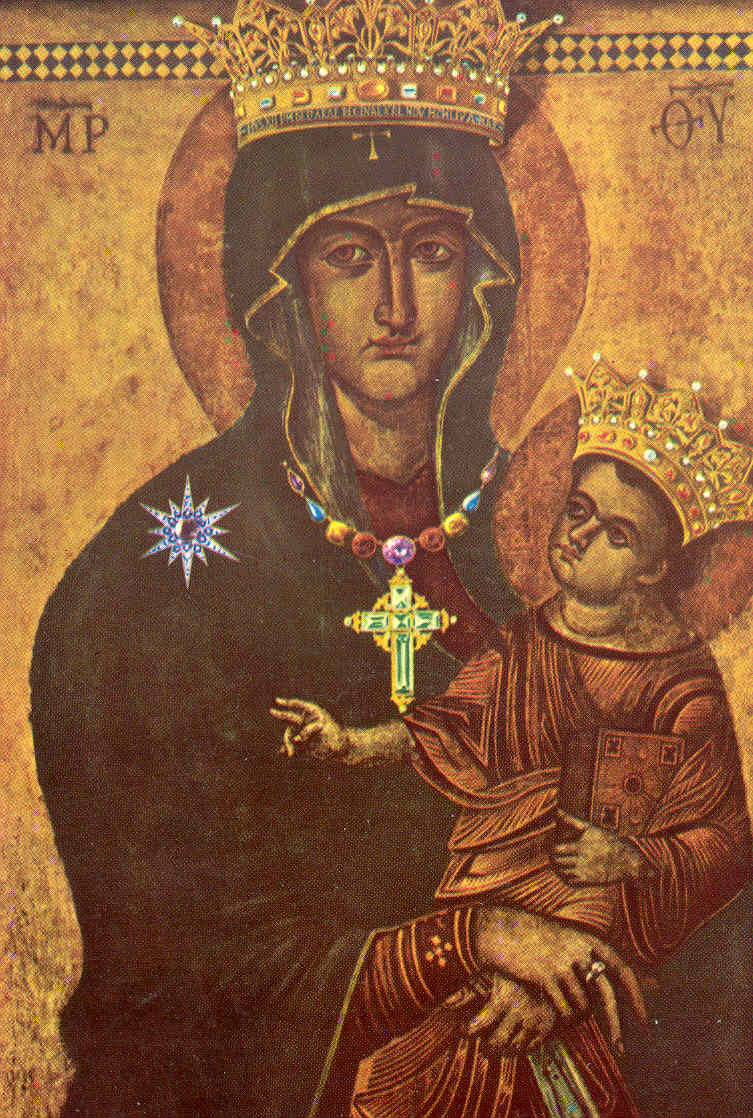
"Salus Populi Romani"

El papa Benet es va dirigir personalment en nombroses cartes als pelegrins dels santuaris marians. Va nomenar a Maria la Patrona de Baviera i va permetre, a Mèxic, la festa de la Immaculada Concepció de Guadalupe. Va autoritzar la festa de Maria Mitjancera de totes les gràcies. Va condemnar l'ús indegut de les estàtues i quadres marians, vestits amb túniques sacerdotals, que va prohibir el 4 d'abril de 1916.
Durant la Primera Guerra Mundial, Benet va posar el món sota la protecció de la Santíssima Mare de Déu i va afegir l'advocació Maria Reina de la Pau a les Lletanies de Loreto. Va promoure la veneració mariana a tot el món elevant 20 santuaris marians coneguts com l'abadia d'Ettal a Baviera a basíliques menors. També va promoure les devocions marianes al maig. La constitució dogmàtica sobre l'Església publicada pel Concili Vaticà II cita la teologia mariana de Benet XV.
El papa Benet va emetre el motu proprio Bonum sane el 25 de juliol de 1920, encoratjant la devoció a sant Josep "ja que per sant Josep anem directament a Maria, i per Maria a la font de tota santedat, Jesucrist, que va consagrar les virtuts domèstiques amb la seva obediència a sant Josep i Maria".
Va publicar una encíclica sobre Efraïm el Sirià que representava Efraïm com a model de devoció mariana, així com la carta apostòlica Inter Soldalica del 22 de març de 1918.
| « | Com que la benaurada Verge Maria no sembla participar en la vida pública de Jesucrist, i aleshores, de sobte, apareix als llocs de la seva creu, no hi és sense la intenció divina. Pateix amb el seu fill que pateix i moribund, gairebé com si hagués mort ella mateixa. Per a la salvació de la humanitat, va renunciar als seus drets com la mare del seu fill, en la mesura que li va permetre la reconciliació i el sacrifici diví per a la justícia i el sacrificar per la justícia divina. Per tant, es pot dir , ella va redimir amb Crist la raça humana. | » |

#### Escrits

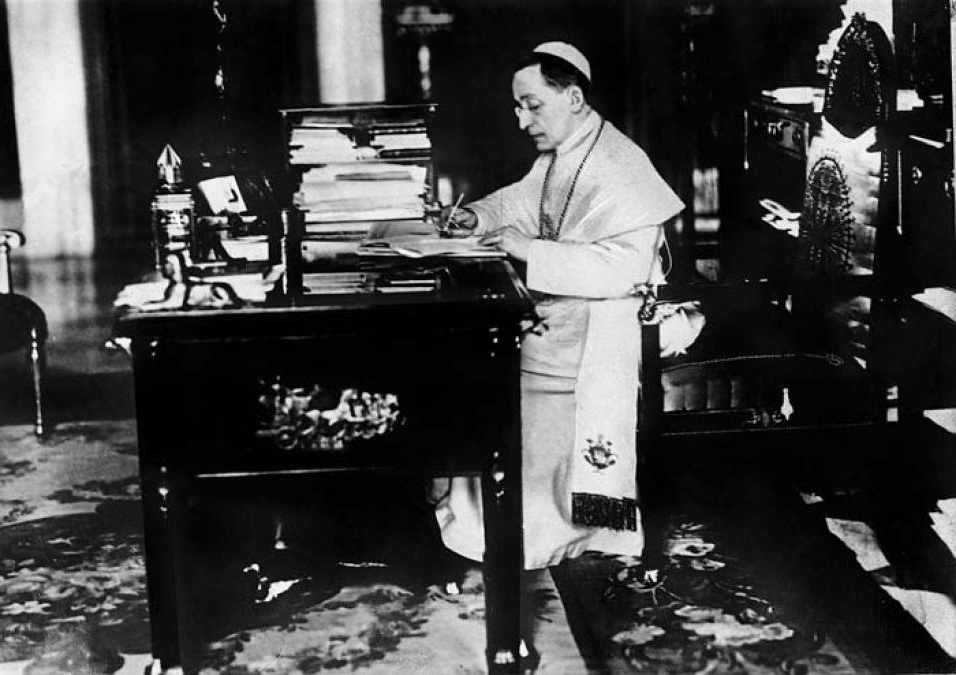
Benet XV en el seu despatx.

Durant el seu pontificat de set anys, Benet XV va escriure un total de dotze encícliques:
- Ad Beatissimi Apostolorum (1 de novembre de 1914):[98] programa del pontificat.
- Humani Generis Redemptionem (15 de juny de 1917):[99] sobre la predicació de la Paraula de Déu.
- Quod Iam Diu (1 de desembre de 1918):[100] sobre la futura conferència de pau.
- In Hac Tanta, (14 de maig de 1919):[101] sobre sant Bonifaci.
- Paterno Iam Diu, (24 de novembre de 1919):[102] sobre els nens de l'Europa Central.
- Pacem Dei Munus Pulcherrimum (23 de maig de 1920):[103] sobre la pau i la reconciliació cristiana.
- Spiritus Paraclitus, (15 de setembre de 1920):[104] sobre sant Jeroni
- Principi Apostolorum Petro,  (5 d'octubre de 1920):[105] sobre sant Efram el Sirià.
- Annus Iam Plenus (1 de desembre de 1920):[106] sobre els nens de l'Europa Central..
- Sacra Propediem, (6 de gener de 1921):[107] sobre la Tercera Orde de Sant Francesc
- In Praeclara Summorum, (30 d'abril de 1921):[108] sobre Dante.
- Fausto Appetente Die, (29 de juny de 1921):[109] sobre sant Domènec.

Entre les seves exhortacions apostòliques destaquen Ubi primum (8 de setembre de 1914), Allorché fummo chiamati (28 de juliol de 1915) i Dès le début (1 d'agost de 1917). Les butlles papals de Benet XV inclouen Incruentum Altaris (10 d'agost de 1915), Providentissima Mater (27 de maig de 1917), Sedis huius (14 de maig de 1919) i Divina disponente (16 de maig de 1920). Benet va emetre nou breus durant el seu pontificat: Divinum praeceptum (desembre de 1915), Romanorum Pontificum (febrer de 1916), Cum Catholicae Ecclesiae (abril de 1916), Cum Biblia Sacra (agost de 1916), Cum Centesimus (octubre de 1916), Quotesimo Hoodie (octubre de 1916) (abril de 1917), In Africam quisnam (juny de 1920) i Quod nobis in condendo (setembre de 1920).
Ad beatissimi Apostolorum
Ad beatissimi Apostolorum és una encíclica de Benet XV donada a Sant Pere, Roma, en la festa de Tots Sants l'1 de novembre de 1914, el primer any del seu pontificat. Aquesta primera encíclica va coincidir amb l'inici de la Primera Guerra Mundial, que va anomenar "El suïcidi de l'Europa civilitzada". Benet va descriure els combatents com les nacions més grans i riques de la terra, afirmant que "estan ben proveïts de les armes més horribles que la ciència militar moderna ha ideat, i s'esforcen per destruir-se els uns als altres amb refinaments d'horror. No hi ha límit a la mesura de la ruïna i de la matança; dia a dia, la terra s'omple de sang i s'omple de ferides noves amb els cossos. dels assassinats."
A la llum de la matança sense sentit, el papa va demanar "la pau a la terra als homes de bona voluntat" (Lc 2:14), insistint que hi ha altres maneres i mitjans pels quals es poden rectificar els drets violats.
L'origen del mal és una negligència dels preceptes i pràctiques de la saviesa cristiana, especialment la manca d'amor i compassió. Jesucrist va baixar del cel amb el mateix propòsit de restaurar entre els homes el Regne de la pau, tal com va declarar: "Us dono un manament nou: que us estimeu els uns als altres". Aquest missatge es repeteix quan Jesús diu: "Aquest és el meu manament que us estimeu els uns als altres". El materialisme, el nacionalisme, el racisme i la guerra de classes són les característiques de l'època, així que Benet XV va descriure:
| « | L'odi racial ha arribat al seu punt culminant; els pobles estan més dividits per gelosies que no pas per fronteres; dins d'una mateixa nació, dins de la mateixa ciutat s'envaeix l'enveja ardent de classe contra classe; i entre els individus és l'amor propi que és la llei suprema que ho domina. | » |

Humani generis redemptionem
L'encíclica Humani generis redemptionem, del 15 de juny de 1917, tracta de la flagrant ineficàcia de la predicació cristiana. Segons Benet XV, hi ha més predicadors de la Paraula que mai, però "en l'estat de la moral pública i privada, així com en les constitucions i les lleis de les nacions, hi ha un menyspreu general i un oblit del sobrenatural, una progressiva desviació de l'estricte estàndard de la virtut cristiana, i que els homes estan tornant a caure en les pràctiques vergonyoses del paganisme". El Papa atribueix una part de la culpa a aquells ministres de l'Evangeli que no ho tracten com haurien de fer. No són els temps sinó els predicadors cristians incompetents els que en tenen la culpa, perquè avui ningú pot dir amb certesa que els Apòstols visquessin temps millors que els nostres. Potser, diu l'encíclica, que els apòstols van trobar ments més devotes a l'Evangeli, o potser s'han trobat amb altres amb menys oposició a la llei de Déu.
Com diu l'encíclica, primer són els bisbes catòlics. El Concili de Trento va ensenyar que la predicació "és el deure primordial dels bisbes". Els Apòstols, els successors dels quals són els bisbes, consideraven l'Església com una cosa seva, perquè eren ells qui van rebre la gràcia de l'Esperit Sant per començar-la. Sant Pau va escriure als corintis: "Crist no ens va enviar a batejar, sinó a predicar l'Evangeli". Els bisbes del Concili de Trento han de seleccionar per a aquest càrrec sacerdotal només aquells "aptes" per al càrrec, és a dir, aquells que "poden exercir el ministeri de la predicació amb benefici per a les ànimes". Aprofitar les ànimes no vol dir fer-ho "de manera eloqüent o amb aplaudiments populars, sinó amb fruit espiritual". El Papa va demanar que fossin destituïts del càrrec tots els sacerdots incapaços de predicar o d'escoltar la confessió.
Quod iam diu
Quod iam diu va ser una encíclica donada a Roma a Sant Pere l'1 de desembre de 1918, en el cinquè any del seu pontificat. Va sol·licitar que, després de la Primera Guerra Mundial , tots els catòlics del món preguessin per una pau duradora i per a aquells a qui se'ls encarregués de fer-ho durant les negociacions de pau.
El Papa va assenyalar que la veritable pau encara no ha arribat, però l'armistici ha suspès la matança i la devastació per terra, mar i aire.És obligació de tots els catòlics "invocar l'assistència divina per a tots els qui participen en la conferència de pau", com afirma l'encíclica. El Papa conclou que la pregària és essencial per als delegats que s'han de reunir per definir la pau, ja que necessiten molt suport.
Maximum illud
Maximum illud és una carta apostòlica de Benet XV emesa el 30 de novembre de 1919, tractant de les missions catòliques. Després de recordar als bisbes la seva responsabilitat de donar suport a les missions, va aconsellar als missioners que no consideressin la missió com a pròpia sinó que acollissin els altres a la tasca i col·laboressin amb els que els envoltaven. Va subratllar la necessitat d'una preparació adequada per al treball en cultures estrangeres i la necessitat d'adquirir coneixements lingüístics abans de fer aquest treball, especialment a Orient. Diu als missioners que: "Sobretot entre els infidels, que es guien més per l'instint que per la raó, predicar amb l'exemple és molt més profitós que el de les paraules". Va demanar un esforç continuat per la santedat personal i va lloar el treball desinteressat de les religioses a les missions."La missió, però, no és només per als missioners, sinó que tots els catòlics han de participar mitjançant el seu apostolat de pregària, donant suport a les vocacions i ajudant econòmicament." La carta conclou amb el nomenament de diverses organitzacions que organitzen i supervisen les activitats de missió dins de l'Església Catòlica.

#### Canonizacions i beatificacions
Canonitzacions
- 13 de maig de 1920:
  - Gabriel de la Mare de Déu dels Dolors (1838-1862), religiós de la Congregació de la Passió de Jesucrist;[128]
  - Margarida Maria Alacoque (1647-1690), religiosa de la Orde de la Visitació de Santa Maria.[128]
- 16 de maig de 1920:
  - Joana d'Arc (1412-1431), verge.[128]

Beatificacions
- 29 d'abril de 1917
  - Giuseppe Benedetto Cottolengo (1786-1842), prevere, fundador dels germans, germanes i sacerdots della Petita Casa de la Divina Providència[129]
- 6 de maig de 1917
  - Ana de San Bartolomé (1549-1626), monja del Carmel d'Anvers[130]
- 1 de maig de 1920	
  - Louise de Marillac (1591-1660), viuda, fundadora de les Filles de la Caritat de Sant Vicenç de Paül[129]
- 21 de maig de 1920
  - Oliver Plunkett (1625-1681), arquebisbe d'Armagh, màrtir[131]
- 30 de maig de 1920
  - Anna Maria Taigi (1769-1837), madre di famiglia[130]
- 6 de juny de 1920
  - Carles Lwanga (1865-1886) i 21 companys, màrtirs d'Uganda[132]
- 13 de juny de 1920
  - Marie-Madeleine Fontaine i 3 companyes († 1794), religioses de les Filles de la Caritat, màrtirs d'Arras[133]
  - Maria Clotilde Angela di San Francesco Borgia i 11 companyes († 1794), màrtirs di Valenciennes[133]

Beatificacions equivalents
- 23 de gener de 1918
  - Nuno Álvares Pereira (1360-1431), carmelita[134]
- 26 de juny de 1918
  - Agostino Cennini i 63 companys (dels quals 60 anònims) dels Servents de Maria († 1420), màrtirs[135]
- 13 de novembre de 1918
  - Giovanni Pelingotto (1240-1304), terciari franciscà[136]
- 12 de març de 1919
  - Isnardo da Chiampo († 1244), prevere de l'Orde de Predicadors[137]
  - Ugolino da Gualdo Cattaneo († 1260), ermità[138]
- 12 de gener de 1921
  - Domenico Spadafora (1450-1521), prevere de l'Orde de Predicadors[139]
- 20 de març de 1921
  - Margherita di Lorena (1463-1521), viuda, clarissa a Argentan[140]
- 27 de juliol de 1921
  - Angelo Scarpetti († 1306 aproximadament), prevere de l'Orde de Sant Agustí[141]
- 23 de novembre de 1921
  - Andrea Franchi (1335-1401), dominic, bisbe de Prato i Pistoia[142]

#### Doctor de l'Església
Va nomenar Efrem el Siri com a Doctor de l'Església el 5 d'octubre de 1920.

#### Consistoris
El papa va crear 32 cardenals en cinc consistoris, elevant homes al cardinalat com Pietro La Fontaine (1916) i Michael von Faulhaber (1921); en va reservar dos in pectore però més tard va publicar un nom (Adolf Bertram). La mort del papa l'any 1922 va invalidar doncs el segon nomenament (s'ha al·legat que el segon cardenal in pectore havia de ser Pavel Huyn).
Benet XV va elevar 31 europeus al Col·legi de Cardenals amb Dennis Joseph Dougherty com a cardenal únic no europeu designat. Al consistori de 1916, cap cardenal alemany o austrohongarès no va poder assistir a causa de la intensitat de la guerra. En aquell consistori, en nomenar a Adolf Bertram com a cardenal "in pectore ", Benet XV esperava no provocar cap negativitat en la seva selecció entre els aliats, especialment els italians. Bertram no va ser investit formalment al Sacre Col·legi fins al desembre de 1919, un cop acabada la guerra.
En el consistori de 1921, es diu que Benet XV va dir que "Us vam donar la túnica vermella d'un cardenal... molt aviat, però, un de vosaltres portarà la túnica blanca".

### La mort

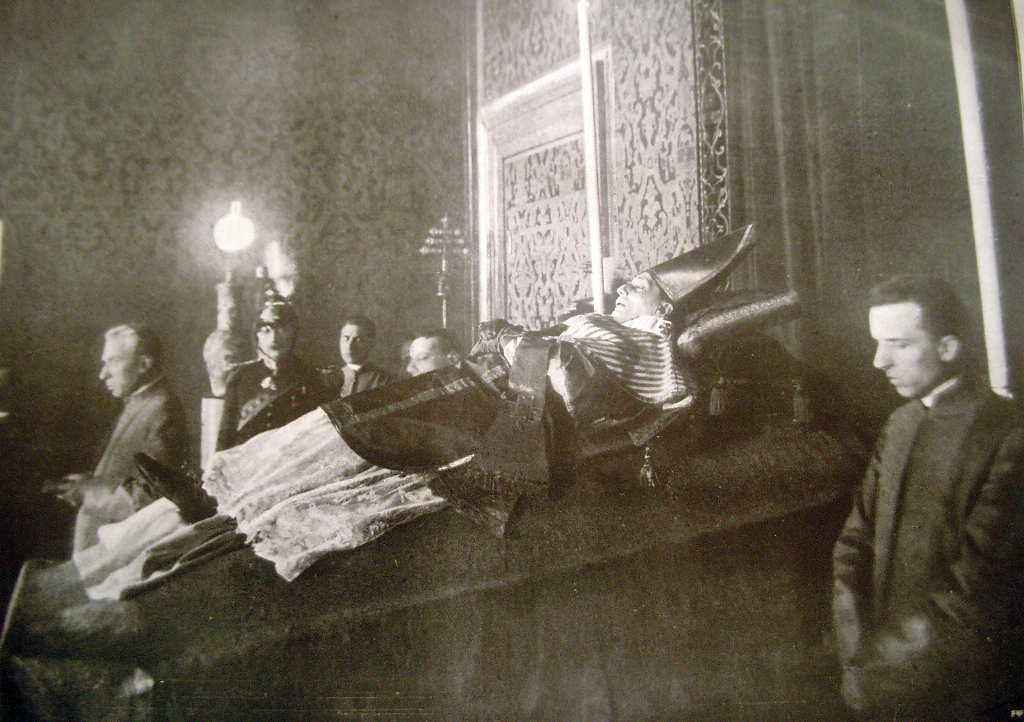
El cos de Benet XV disposat sobre el catafalc instal·lat a la Sala del Tron. El pontífex va vestit amb vestidures pontificals " com si celebrés ", segons les prescripcions cerimonials per als funerals papals.

Un matí de gener de 1922, Benet XV va celebrar la missa per les monges a la Domus Sanctae Marthae i, un cop va sortir de l'edifici, es va exposar al fred i a la pluja mentre esperava l'arribada del seu xofer. El 5 de gener el pontífex va començar a mostrar els primers símptomes de la grip, i una setmana més tard, el 12 del mateix mes, va aparèixer una forta tos i va tenir febre: aquests símptomes van ser el preludi d'una terrible bronconeumònia. El 18 de gener el Papa ja no es va poder aixecar del llit i l'endemà, cap a les 23.00 hores, el seu estat va empitjorar, tant que la Santa Seu va comunicar al govern italià que la salut del Sant Pare estava en perill. Se li va donar oxigen després que la respiració es fes cada cop més difícil, i el cardenal Oreste Giorgi va ser cridat al costat del llit del pontífex per pregar pels moribunds.
El seu estat va millorar lleugerament cap a la mitjanit del 20 de gener, i el mateix pontífex va insistir que els seus auxiliars mèdics es retiressin per la nit, moment en què semblava que es podria recuperar. A les 2:00 del matí del 21 de gener se li va donar l'extrema unció. Benet XV va voler reunir-se en privat amb el cardenal Gasparri durant uns 20 minuts per comunicar-li els seus últims desitjos, confiant-li la seva última voluntat i testament. El butlletí de les 4:30 informava que el pontífex era ocasionalment incoherent durant els seus discursos; el butlletí de les 9:55, en canvi, informava que l'agonia del Papa era tan profunda que no va poder reconèixer els seus ajudants a causa del seu estat de deliri. Un altre butlletí a les 10:05 del matí informava que els batecs del cor del papa s'estaven tornant intermitents. Al migdia va començar a delirar i va insistir a aixecar-se per reprendre la feina, però una hora després va caure en coma. Els informes falsos dels diaris de París i Londres del 21 de gener van anunciar la mort del Papa a les 5:00 de la matinada d'aquell dia, provocant correccions per part de corresponsals italians, abans d'un enviament oficial a les 8:00 del matí per informar que el Papa era viu. El secretari del cardenal Bourne també es va veure obligat a anunciar el 21 de gener que el papa no era mort, després que un membre del Col·legi de Cardenals hagués confirmat per error la mort del papa.
L'agonia del pontífex va començar a les 5:20 del matí del 22 de gener i el cardenal Giorgi va donar l'absolució al papa moribund. El cardenal Gasparri va arribar al llit de Benet XV a les 5:30 del matí, quan el Papa havia tornat a caure en coma. El doctor Cherubini va anunciar la mort del pontífex a les 6:00 hores. Després de la seva mort, les banderes onejaven a mig pal als edificis governamentals: el gest va ser considerat un homenatge al Papa que havia contribuït a millorar les relacions entre la Santa Seu i l'estat italià. D'altra banda, el diari romà liberal, L’Epoca, ja havia afirmat poc abans de la mort de Benet XV:
| « | L'home que s'està morint no ha oblidat, com vam dir ahir, que és italià. I la seva alçada moral, que potser demà es veurà més clara a mesura que cessin els desacords i les friccions del present, encara és una nova glòria italiana. Que el seu successor sigui digne d'ell i realitzi l'obra de la veritable pau entre els homes de bona voluntat, que va ser sens dubte el pensament primordial de Benet XV. | » |

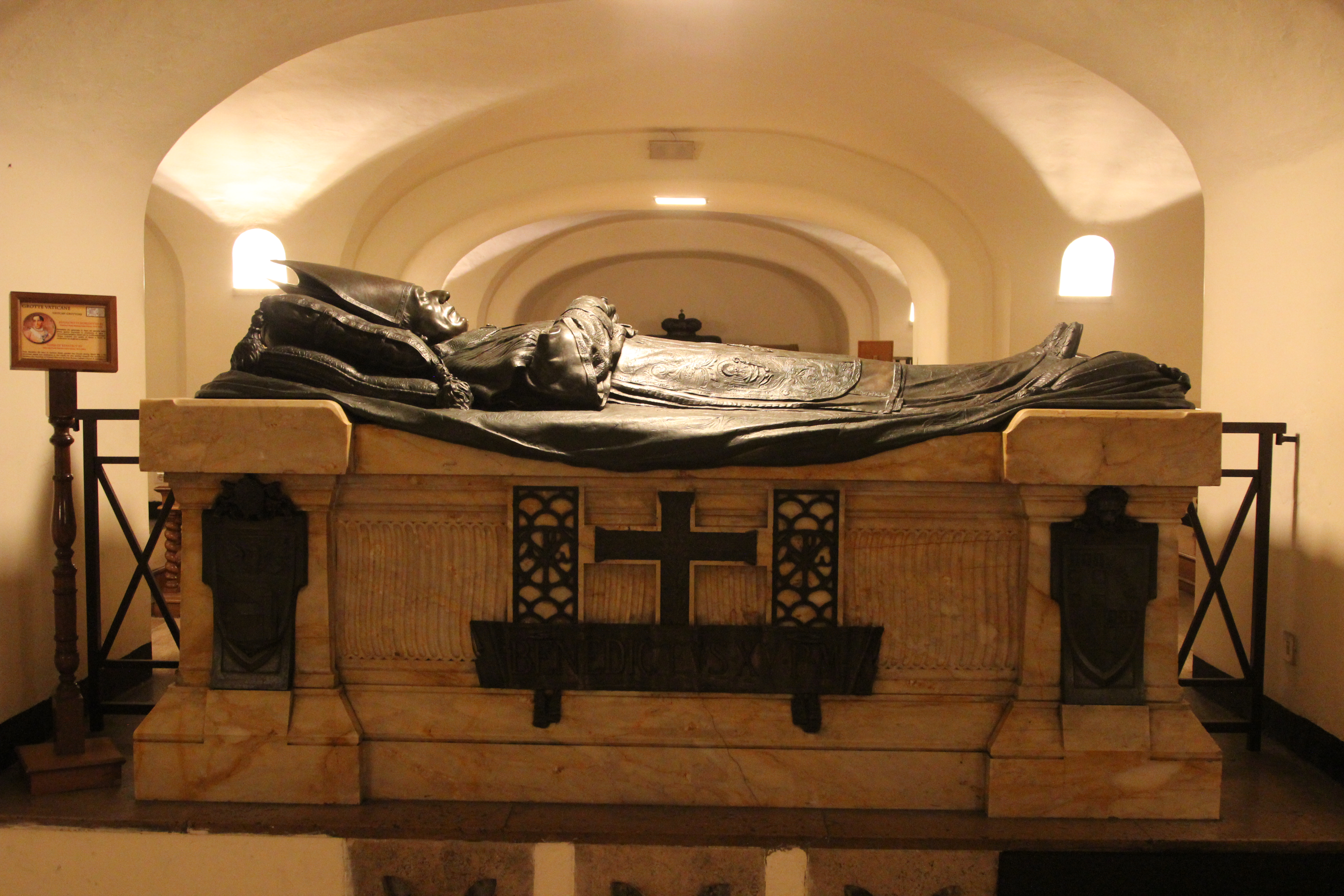
Tomba de Benet XV, a les Grutes del Vaticà, creada el 1922 per l'escultor Giulio Barberi

El seu cos va ser vestit amb túnica pontifícia i exposat als fidels abans de ser, després del solemne funeral, enterrat a les Grutes Vaticanes, davant la tomba del seu predecessor Pius X.
El 6 de febrer del mateix any, el papa Pius XI esdevingué el seu successor.

## Personalitat i aparença

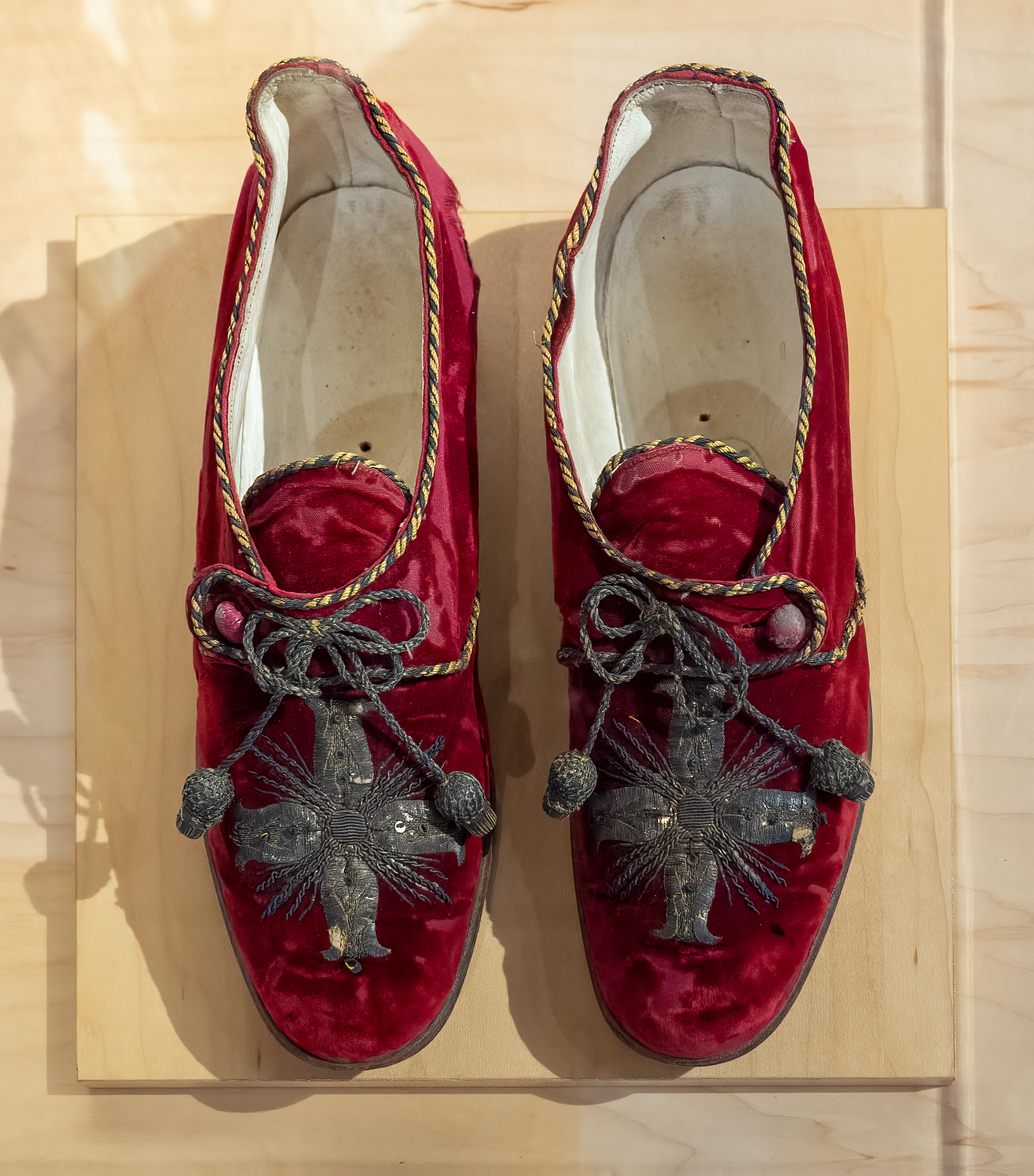
Les sabates papals del papa Benet XV al Museu del Calçat Bata

El papa Benet XV era un home petit. Portava la sotana més petita de les tres que es preparaven per a l'elecció d'un nou papa l'any 1914, i es va fer conegut com "Il Piccoletto" o "L'homenet". La sotana que va portar a la seva elecció es va haver de cosir ràpidament perquè li pogués encaixar correctament. El nou papa va dir en broma als sastres: "Estimada, m'havies oblidat?" Era digne de port i cortès pel que fa a les maneres, però el seu aspecte no era el de papa. Tenia la complexió pàl·lida, una estora de cabell negre i unes dents prominents. Ell mateix s'havia referit a la seva aparença com una "gàrgola lletja sobre els edificis de Roma". Fins i tot es va dir que el seu pare mirava el seu fill acabat de néixer amb incredulitat i es va girar consternat en veure l'infant della Chiesa, a causa de la petita pal·lidesa blavosa i l'aspecte fràgil de l'infant.
Era conegut per la seva generositat, responent a totes les peticions d'ajuda de famílies romanes pobres amb grans regals en efectiu dels seus ingressos privats. Quan li faltaven diners, els prelats sovint eren instruïts pels prelats per no parlar dels seus problemes econòmics, ja que Benet es sentiria inevitablement culpable de no poder ajudar els necessitats en aquell moment. També va esgotar els ingressos oficials del Vaticà amb despeses benèfiques a gran escala durant la Primera Guerra Mundial. A la seva mort, el Tresor del Vaticà s'havia esgotat fins a l'equivalent en lires de 19.000 dòlars estatunidencs ($356.900 el 2025).
Benet XV va ser un innovador acurat segons els estàndards del Vaticà. Sabia que considerava acuradament totes les novetats abans d'ordenar-ne la implementació i després insistia en elles al màxim. Va rebutjar aferrar-se al passat pel bé del passat amb les paraules "Visquem en el present i no en la història". La seva relació amb els poders seculars italians era reservada però positiva, evitant el conflicte i donant suport tàcitament a la família reial d'Itàlia. No obstant això, com Pius IX i Lleó XIII , també protestava contra les intervencions de les autoritats estatals en els afers interns de l'Església. El papa Benet no era considerat un home de lletres. No va publicar llibres educatius ni de devoció. Les seves encícliques són pragmàtiques i reals, intel·ligents i, de vegades, previsores. Es va mantenir neutral durant les batalles de la "Gran Guerra", quan gairebé tots els altres reclamaven "bàndols". Com la de Pius XII durant la Segona Guerra Mundial, la seva neutralitat va ser qüestionada per tots els bàndols aleshores i fins i tot fins avui.

## Als Països Catalans
- Va atorgar el títol de basílica a l'església de Santa Maria de Vilafranca del Penedès[151]
- A Barcelona hi ha una Plaça Benet XV al barri de Sarrià
- Coberta del breu apostòlic del pontífex Benet XV amb què atorga el marquesat de Ferrer Vidal (1921)[152]

## Llegat

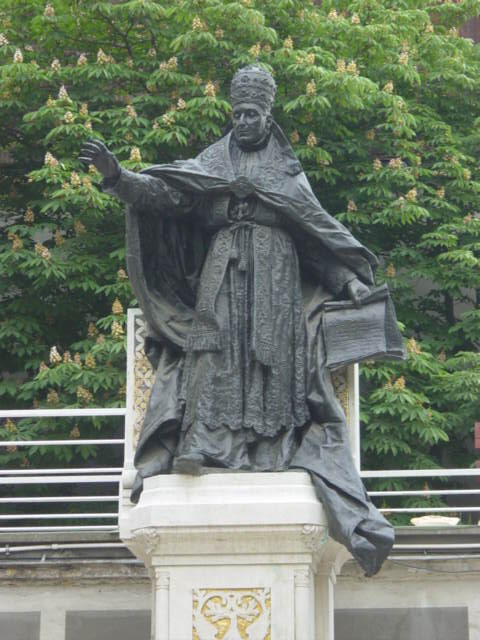
Estàtua de Benet XV al pati de la catedral de Sant Esprit, Istanbul

Benet XV va fer valents esforços cap a l'Església catòlica. L'any 2005, el papa Benet XVI va reconèixer la importància del compromís del seu antic predecessor amb la pau en prendre el mateix nom en el seu propi ascens al pontificat. L'enfocament humà de Benet XV al món el 1914-1918 contrastava clarament amb la majoria dels monarques i líders de l'època, amb poques excepcions notables.
El papa Pius XII va mostrar una gran estima per Benet XV, que l'havia consagrat bisbe el 13 de maig de 1917, el mateix dia de les primeres aparicions de Nostra Senyora de Fàtima. Mentre Pius XII considerava que un altre Benet, Benet XIV, pel que fa a la seva santedat i contribucions erudites com a Doctor de l'Església, va pensar que Benet XV durant el seu breu pontificat era realment un home de Déu, que treballava per la pau. Va ajudar els presoners de guerra i molts altres que necessitaven ajuda en moments difícils, i va ser extremadament generós amb Rússia. El va lloar com a Papa marià que va promoure la devoció a la Mare de Déu de Lorda, per les seves encícliques Ad beatissimi Apostolorum, Humani generis redemptionem, Quod iam diu, i Spiritus Paraclitus, i per la codificació del Dret Canònic.
El papa Benet XVI va mostrar la seva pròpia admiració per Benet XV després de la seva elecció al papat el 19 d'abril de 2005. L'elecció d'un nou Papa sovint va acompanyada de conjectures sobre la seva elecció del nom papal; es creu àmpliament que un Papa tria el nom d'un predecessor els ensenyaments i el llegat del qual desitja continuar. L'elecció de "Benet" del cardenal Ratzinger va ser vista com un senyal que les opinions de Benet XV sobre la diplomàcia humanitària i la seva posició contra el relativisme i el modernisme serien emulades durant el regnat del nou Papa. Durant la seva primera audiència general a la plaça de Sant Pere el 27 d'abril de 2005, el papa Benet XVI va retre homenatge a Benet XV quan va explicar la seva elecció:
| « | Plena de sentiments de admiració i acció de gràcies, vull parlar del perquè vaig triar el nom de Benet. En primer lloc, recordo el papa Benet XV, aquell profeta valent de la pau, que va guiar l'Església en temps de guerra convulsos. En els seus passos, poso el meu ministeri al servei de la reconciliació i l'harmonia entre els pobles. | » |